# Avicenna

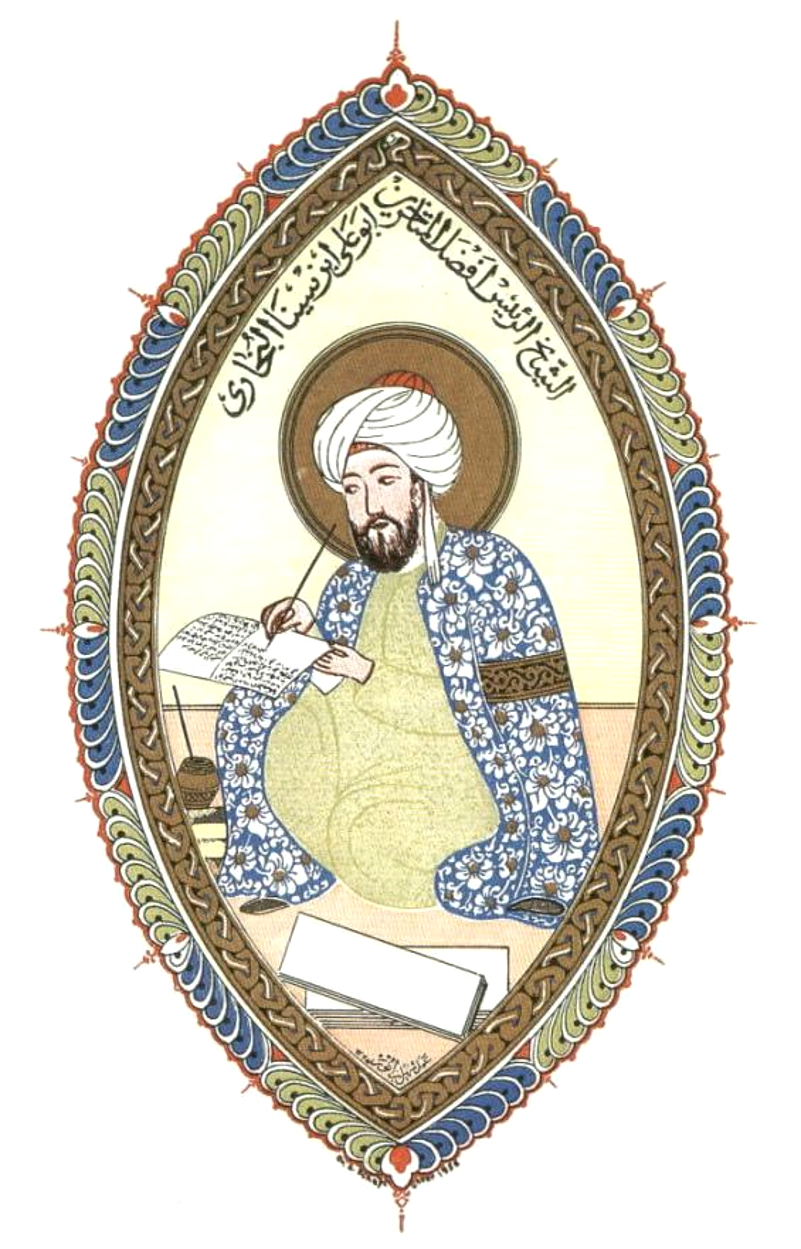
Miniatur des Avicenna

Abū Alī al-Husain ibn Abd Allāh ibn Sīnā (persisch ابن سينا, arabisch أبو علي الحسين بن عبد الله ابن سينا, DMG Abū ʿAlī al-Ḥusain b. ʿAbd Allāh ibn Sīnā; geboren kurz vor 980:S. 10 in Afschana bei Buchara in Chorasan; gestorben im Juni 1037 in Hamadan, heute in Iran), kurz Ibn Sina und, vermutlich über eine Zwischenstufe wie Aven Zina,:S. 135 latinisiert Avicenna, war ein persischer Arzt, Naturwissenschaftler, aristotelisch-neuplatonischer Philosoph, Dichter, sunnitisch-hanafitisch ausgebildeter Jurist bzw. Faqīh, Mathematiker, Astronom, Alchemist und Musiktheoretiker sowie Politiker. Er verfasste Werke in arabischer und persischer Sprache.
Avicenna zählt zu den berühmtesten Persönlichkeiten seiner Zeit, tauschte sich philosophisch mit dem berühmten Gelehrten al-Bīrūnī aus. Einige seiner philosophischen Ausarbeitungen wurden von späteren Mystikern des Sufismus rezipiert:S. 130 f. und beeinflussten die christlichen Scholastiker Thomas von Aquin und Albertus Magnus. Bis weit ins 16. Jahrhundert galt er als medizinisch-philosophische Autorität und hat insbesondere die Geschichte und Entwicklung der Medizin maßgeblich mitgeprägt.
Zu seinen bedeutendsten Werken gehören das Buch der Genesung (Kitāb aš-šifā’) und seine fünfbändige  Enzyklopädie Kanon der Medizin (Qānūn fī aṭ-ṭibb), die Kenntnisse und Traditionen der griechischen, römischen und persischen Wissenschaften systematisierte und weiterentwickelte, über fünf Jahrhunderte international zu den führenden medizinischen Lehrbüchern gehörte.

## Leben

### Jugend und Ausbildung
Über Avicennas Leben erfahren wir vor allem etwas aus den Angaben in seiner von seinem Schüler Abu Ubaid Abd al-Wahid al-Dschuzdschani verfassten Biographie, deren erster Teil laut jenem von Avicenna selbst stamme,:S. 10 wobei es unklar ist, wann er seinem ihn 25 Jahre begleitenden Schüler den Bericht seiner Jugendjahre diktiert haben könnte. Avicennas Vater war ein aus der Stadt Balch in Chorasan (heute in Nordafghanistan) stammender ismailitischer, die Episteln der „Lauteren Brüder“ (eine den Ismailiten nahestehende geheime Gelehrtengesellschaft, die sich auch mit Alchemie beschäftigte):S. 24 f., 35, 89, 104 und 133 lesender Steuereintreiber, der sich im Dorf Afschāna bei Buchara im persischen Samanidenreich niederließ, dort eine hohe Verwaltungsposition im Staatsdienst innehatte:S. 12 und Abū Alīs Mutter Setāra heiratete. Abū Alī und danach sein Bruder Alī:S. 18 und 36 wurden in Afschāna geboren, anschließend zog die Familie (vermutlich um 986) in die Hauptstadt Buchara.
Da seine Muttersprache Persisch war, lernte Avicenna zuerst Arabisch, die damalige Verkehrssprache. Danach wurden ihm zwei Lehrer zugewiesen, die ihm den Koran und Literatur näher bringen sollten. Bereits im Alter von zehn Jahren beherrschte er den Koran und hatte viele Werke der schönen:S, S. 18 Literatur studiert und sich dadurch die Bewunderung seiner Umgebung erworben. Von einem gelehrten Gemüsehändler lernte er indisches Rechnen (später erfand er eine verbesserte Methode des Fingerrechnens:S, S. 98). In die Rechtswissenschaften wurde Avicenna von dem „der Asket“ genannten hanafitischen Juristen Ismail eingeführt. Danach erhielt er Unterricht von dem Wander-Philosophen Abū ’Abdallāh an-Nātilī, der unter anderem eine Bearbeitung der Arzneimittelsammlung De Materia medica von Pedanios Dioskurides publiziert hatte. Bei an-Nātilī befasste sich Avicenna mit den Werken Eisagoge (eine Einleitung zu den Schriften des Aristoteles über Logik) von Porphyrios, Elemente von Euklid und Almagest von dem Astronomen Ptolemaios. Nachdem an-Nātilī nach Gurgandsch (heute Kunja-Urgentsch), der nordwestlich von Buchara gelegenen Hauptstadt von Choresm, abgereist war, vertiefte Avicenna die folgenden Jahre autodidaktisch seine Studien in Jurisprudenz (Scharia), Philosophie sowie Logik und setzte sein Studium der Werke von Euklid und des Almagest fort. Er beschäftigte sich auch mit der Heilkunde, wandte sich im Alter von 17 Jahren intensiver der Medizin zu und studierte sowohl ihre Theorie als auch ihre Praxis. Zudem erhielt er Unterricht von al-Qumri), dem Leibarzt des Samaniden al-Mansur ibn Nuh. Mit etwa 18 Jahren soll er einen Samanidenstatthalter erfolgreich von einer schweren Erkrankung kuriert haben.:S. 12 Er beschrieb die Heilkunst als „nicht schwierig“. Avicenna vertiefte sich auch weiterhin in metaphysische Probleme, besonders in die Werke des Aristoteles, wobei ihm erst Schriften von Abu Nasr al-Farabi (Über die Intentionen des Buches der Metaphysik, wohl preisgünstig durch Avicenna erworben, und/oder Das Buch der Buchstaben, eine ausführlichere Schrift) zum Verständnis der Metaphysik verhalfen. Bei Unklarheiten auf dem Gebiet der Logik (etwa bei der Suche nach dem Mittelbegriff beim Syllogismus) soll er in der Moschee gebetet und um Eingebung gebeten haben, bei Müdigkeit oder Schwäche während seines Studiums half ihm angeblich ein (nach den Regeln der hanafitischen Schule erlaubter) Becher Wein.:S. 20–26 und 72

### Die Wanderjahre

#### Buchara
Da er sich bereits einen Ruf als Gelehrter und Heilkundiger erarbeitet hatte, nahm ihn um 996 der in Buchara regierende samanidische Emir Nuh ibn Mansur (Nūḥ ibn Manṣūr) (976–997), der Vater von Abd al-Malik II. als einen seiner behandelnden Ärzte in seine Dienste auf. Dieser übertrug ihm dann auch Verwaltungstätigkeiten.:S. 12 Avicenna wurde zudem erlaubt, die königliche Bibliothek mit ihren seltenen und einzigartigen Büchern, von denen er die der wichtigsten (griechischen) Autoritäten bis zu seinem 18. Lebensjahr gelesen hatte, zu nutzen. Emir von Buchara war nun Ibn Nuh (Abu l-Harith Mansur (II.) ibn Nuh), der von 997 bis 999 regierte. Im Alter von 21 Jahren verfasste Avicenna sein erstes eigenes Buch, genannt Die Sammlung oder Buch über die Seele in Form eines Kompendiums, welches er auf Anregung bzw. im Auftrag des in seiner Nachbarschaft wohnenden Abu l-Hasan al-’Arudi schrieb und das alle Wissenschaften außer der Mathematik enthalten soll. Ebenfalls auf Wunsch eines Nachbarn, der Avicenna in hanafitischen Recht unterrichtete, Abū Bakr al-Baraqī (gestorben 986), sollen das beinahe 20-bändige Buch des Ertrags und Gewinns und das Buch der Rechtschaffenheit und der Sünde entstanden sein. Von al-Baraqī schrieb Avicenna Gedichte ab.:S. 26–28, 41 und 68 f.
Avicennas Vater starb 1002. Zu dieser Zeit wurde Avicenna in Buchara auch in Regierungsgeschäfte eingebunden.:S. 28 Wahrscheinlich hatte er Buchara bereits verlassen, als die Stadt 999 an die türkischen Karachaniden (geführt von Abu'l-Hasan Nasr ibn Ali Arslan Ilek) fiel und sein erst neu eingesetzter Dienstherr (der Emir Abd al-Malik II.) in Gefangenschaft geraten war.

#### Gurgandsch
Es wird vermutet, dass Avicenna sich für einige Zeit dem letzten Samaniden, Ismail Muntasir (Ismāʿīl ibn Nūḥ al-Muntaṣir), der von 1000 bis 1005 regierte, angeschlossen hatte. Er begab sich 1005, nach der Ermordung Muntasirs durch Angehörige eines Araberstammes, somit nach Aussterben der samanidischen Dynastie und nachdem er seine Anstellung verloren hatte, über Nischapur und Merv in Chorasan nach Gurgandsch (auch Gurgentsch) und von dort in das mit den Samaniden befreundete Choresm am Aralsee, wo er wie schon in Gurgandsch die Tracht eines Rechtsgelehrten trug, was ihn als Anwärter einer theologisch-juristischen Laufbahn als Rechtsgelehrten faqīh auswies. Über das reiche Oasengebiet südlich des Aralsees herrschte damals (von 997 bis 1009) der Emir ʿAlī ibn Maʾmūn als Schah (siehe auch Choresm-Schah). In seiner Biographie hebt Avicenna hervor, dass am dortigen Hof der gebildete Wesir Abu l-Husain as-Suhaili ein Liebhaber der Wissenschaften gewesen sei. Eine Audienz beim Herrscher bewirkte keine Anstellung Avicennas am Hof. Avicenna, der das Wohlwollen von as-Suhaili hatte (1013 von ʿAlī ibn Maʾmūns Nachfolger ʿMaʾmūn ibn Maʾmūn abgesetzt), verfasste für diesen in Gurgandsch drei kleinere Abhandlungen zur Logik (in Gedichtform), Diätetik und, den Stillstand der Erde in der Mitte des Kosmos betreffend, Astronomie.:S, S. 28 f., 32, 57 f. und 67 Avicenna diente dann ʿAlī ibn Maʾmūn in Kath, bis er etwa 1012 aus Choresm floh, vielleicht um nicht in den Dienst des dort inzwischen wirkenden Sultans Mahmud von Ghazna, des Sohnes des Sebüktigin, der Avicenna angeblich mit Hilfe eines Bildnisses hat suchen lassen, treten zu müssen (1017 eroberte Mahmud Choresm).
Bei seiner Flucht durch die Wüste Karakum soll Avicenna laut dem Geschichtenerzähler Nizamī-i Arūzī-i Samarqandī in Begleitung des christlichen Arztes Abū Sahl ʿĪsā ibn Yahyā al-Masihi al-Dschurdschānī gewesen sein.:S. 31 Nach erneuter Wanderung durch verschiedene Städte Chorasans (Nisā, Abiward, Tūs und Samanqān) kam er über Ğāğarm (Dschādscharm, englisch umschrieben Jajarm, in Nord-Chorasan):S, S. 29 f. und 164 1012 oder 1013 nach Gorgan (auch Dschurdschān; arabisch Ǧurǧān) am Südrand des Kaspischen Meers, wo er viele seiner bedeutendsten Werke verfasste.

#### Gorgan
Angezogen hatte ihn der Ruhm des dortigen Herrschers Qabus ibn Voschmgir (oder Qābūs ibn Wušmagīr, kurz auch Wuschmagir) (regierte 977/978 bis 981 und 997/998 bis 1012/1013), der als Förderer von Literatur und Wissenschaft galt und bei dem sich auch al-Bīrūnī aufgehalten hatte, der ab etwa 998 in einem Aristoteles (Über den Himmel und Physikvorlesung) behandelnden Briefwechsel mit Avicenna (und dessen brieflich diesem sekundierenden Schüler Maʿṣūmī oder al-Maʿṣūmī, von den Truppen Mahmuds bei der Besetzung Reys 1029 ermordet) stand.:S, S. 32 und 43–59 sowie 127 und 165 Der Fürst aus der Dynastie der Ziyariden war jedoch kurz vor Avicennas Ankunft von Aufständischen im Winter 1012 / 1013 in einer Festung festgesetzt worden, wo er zu Tode kam. In Gorgan hielt Avicenna Vorlesungen in Logik und Astronomie, schrieb einen Teil des Qānūn und traf nach einem Aufenthalt in Dihistan in Gorgan, nun bis 1029 regiert von Falak al-Maali Manutschehr ibn Qabus, auf seinen Freund und Schüler al-Dschuzdschani. In Gorgan wohnte er in einem ihm von einem privaten Gönner gekauften Haus. Diesem widmete er das philosophische Buch Der Ausgang und die Heimkehr und das Buch der gesamten astronomischen Beobachtungen.:S. 29, 32 und 121 f. 1014 (oder 1013) bewarb er sich mit einem in Gorgan ausgestellten Empfehlungsschreiben am Hof von Rey um eine Stellung.:S. 13

#### Rey
Von 1014 bis 1015 hielt sich Avicenna als Arzt:S. 33 in Rey auf und stand im Dienst des noch minderjährigen Herrschers aus der schiitischen Buyiden-Dynastie, Madsch ad-Daula (997–1029), und dessen regierender verwitweter Mutter.:S. 13 Dort behandelte er den kleinen, an „Melancholie“ leidenden Fürsten. Avicenna gründete als – wie er sich selbst bezeichnete – mutaṭabbib (was im 11. Jahrhundert „praktizierender Arzt“ bedeutete):S. 33 f. eine medizinische Praxis und verfasste 30 kurze Werke. Als Rey von ad-Daulas Bruder, Schams ad-Daula (regierte 997–1021), 1015 belagert wurde, sah sich Avicenna gezwungen, Rey zu verlassen, und er ging über Qazwin nach Hamadan.:S. 13 f.

#### Hamadan, Festungshaft in Fardadschan
Avicenna wurde 1015 Leibarzt und medizinischer Berater des nun als Emir von Hamadan herrschenden Schams ad-Daula, dessen Kolik er vierzig Tage behandelte, wonach er zum Dank zum nadīm (ein mit „Zechgenosse“ übersetzbares Amt) ernannt wurde. Avicenna stieg, nachdem er den Herrscher auf einem unzufriedenstellend verlaufenen Kriegszug begleitet hatte und die Regierung daraufhin umgebildet wurde, schließlich sogar zu dessen Wesir auf. Eine Meuterei von Soldaten führte zu seiner Absetzung und Verhaftung, wobei Schams ad-Daula eine geforderte Hinrichtung Avicennas verweigerte.:S. 33 f. Doch als der Emir wieder einmal an einer Kolik litt, soll Avicenna zur Behandlung herangezogen und nach erfolgreicher Heilung freigelassen und wieder in sein altes Amt eingesetzt worden sein.
Sein Leben in jener Zeit war anstrengend: Tagsüber war er mit Diensten für den Emir beschäftigt, während er einen großen Teil der Nächte mit Vorlesungen und dem Diktieren von Notizen für seine Bücher verbrachte. Studenten sammelten sich in seinem Haus, um von al-Dschuzdschani aus Avicennas Hauptwerken, dem Kitāb asch-Schifā und dem Qanun, vorgetragene Ausschnitte und die anschließenden Erläuterungen des Meisters zu hören. Daran schloss sich dann ein Symposion an, ein Weingelage, bei dem auch Sänger erschienen.:S. 35
Nach dem Tod Schams ad-Daulas (1021) nach einem wegen Erkrankung des Emirs abgebrochenen Kriegszug:S. 35 wohnte Avicenna im Haus eines Gewürzkrämers, von wo aus er dem Dynastiegründer, Erzfeind Hamadans und seit etwa 1008 regierenden Kakuyiden-Emir ʿAlā' ad-Daula Muḥammad von Isfahan seine Dienste in einem Brief anbot, während er eine ihm angebotene erneute Anstellung als Wesir bzw. nadīm am Hamadaner Hof, nun unter einem der Söhne Schams’, abgelehnt hatte (Avicennas Nachfolger als Wesir wurde der Philosophie-Feind Tādsch al-Mulk).:S. 14 Nachdem al-Mulk von der geheimen Korrespondenz Avicennas mit dem Emir von Isfahan erfahren hatte, wurde Avicennas Unterschlupf denunziert, dieser geriet in den Verdacht des Hochverrats und wurde vom neuen Herrscher Hamadans in der nahegelegenen Festung Fardadschān eingekerkert. In Festungshaft verfasste Avicenna mehrere Schriften, darunter die (von Avicennas Schüler Abu Mansur ibn Zaila kommentierte und erklärte) allegorisch-mystische Erzählung vom Ḥayy ibn Yaqẓān (siehe auch Der Philosoph als Autodidakt) mit Parallelen zu Dantes Göttlicher Komödie (Die Erzählung fand, vor allem in der Bearbeitung von Abraham ibn Esra als Chaj ben Mekitz, „Der Lebendige, der Sohn des Wachenden“, auch Eingang ins Hebräische Schrifttum und liegt seit 1889 als europäischer Druck vor). Als ʿAlā' ad-Daula vier Monate später gegen Hamadan marschierte (1023), kam Avicenna frei; nachdem ad-Daula die Stadt wieder geräumt hatte, verließ Avicenna mit dem ihm nun wieder gewogenen Wesir al-Mulk die Festung, setzte in einem Privatquartier seine Arbeit am Buch der Genesung fort und verfasste seinen Traktat über Herzmedikamente.

### Avicenna in Isfahan, Tod in Hamadan

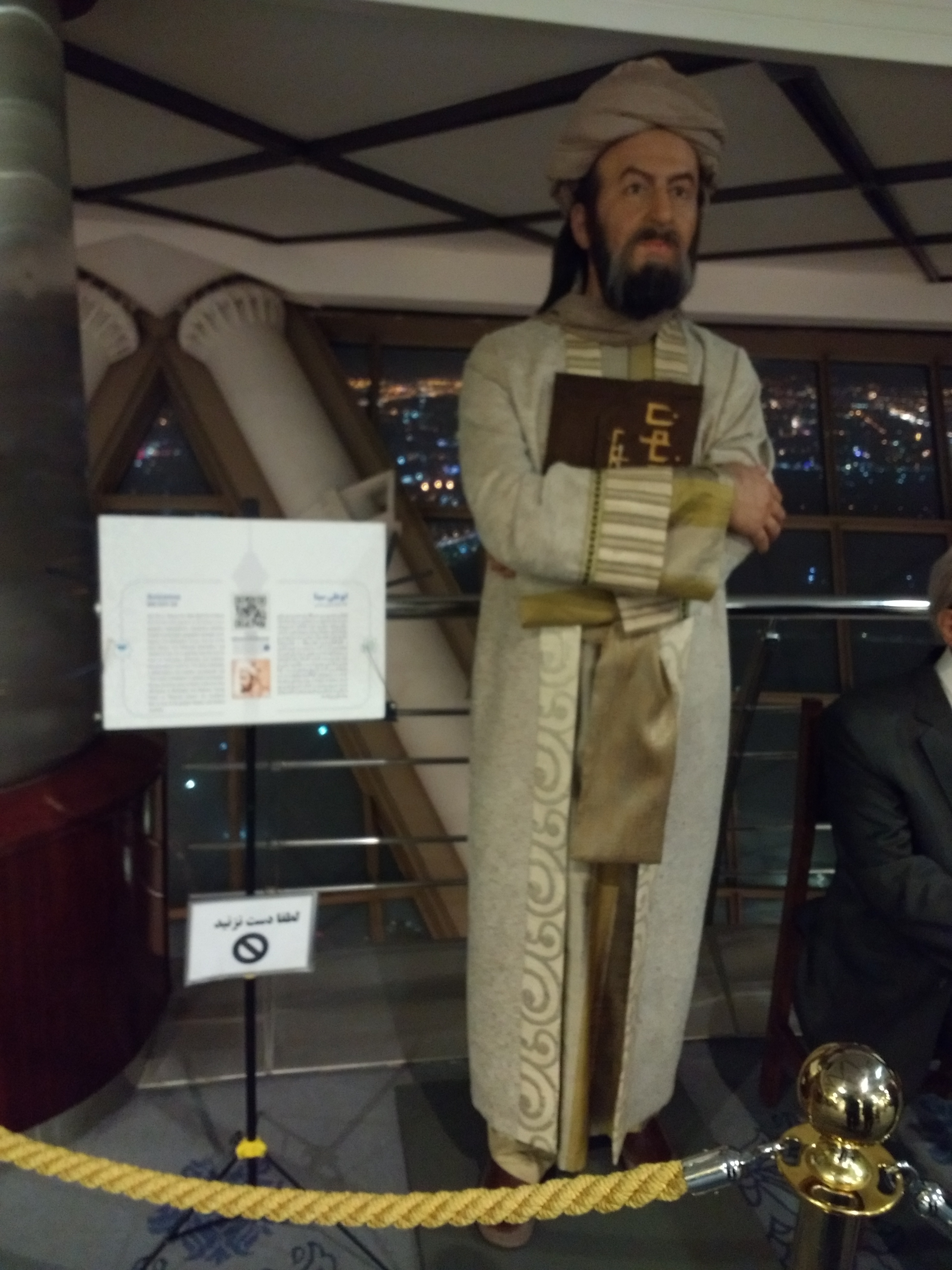
Avicenna-Figur in Teheran (Bordsch-e Milad)

Avicenna, sein Freund und Biograf al-Dschuzdschani, sein Bruder und zwei sie begleitende Sklaven verließen, verkleidet als wandernde Derwische, Hamadan und zogen nach Isfahan. Während der Reise verfasste Avicenna eine Abhandlung Über Schicksal und Vorherbestimmung. In Isfahan hieß ʿAlā' ad-Daula Muhammad 1024 Avicenna am Kakuyidenhof willkommen. Avicenna wurde Leibarzt und auch hier wieder nadīm im Dienst des als Freigeist geltenden, sich über Religionsgesetze hinwegsetzenden Kakuyiden, den er auch in wissenschaftlichen und literarischen Fragen beriet. Ihm widmete er eine Zusammenfassung der Philosophie (statt in der arabischen Sprache der Wissenschaft) in der persischen Volkssprache.:S. 36–38 Diese kurzgefasste Enzyklopädie nannte er Dāneschnāme-ye ʿAlā'ī („Das Buch des Wissens für ʿAlā' ad-Daula“), kurz auch Dāniš-nāmeh. Außerdem begleitete er den zu seinem Freund Gewordenen auf strapaziösen Kriegszügen. Zudem wurden seine Kräfte wohl auch durch sein Sexualleben beeinflusst. In Isfahan vollendete er seinen Kanon:S. 14 und das Buch der Genesung.:S. 38 f. Freunde rieten ihm, sich zu schonen und ein gemäßigtes, weniger unstetes Leben zu führen, aber das entsprach nicht Avicennas Charakter: „Ich habe lieber ein kurzes Leben in Fülle als ein karges langes Leben“ antwortete er. Während der Teilnahme an einem Feldzug gegen Masud I. von Ghazni erkrankte Avicenna 1034 (drei Jahre vor seinem Tod):S. 14 an einer langwierig werdenden und mit schmerzhaften Koliken verbundenen Darmerkrankung.:S. 40 Im Juni 1037:S. 41 starb, einige Tage nach einem weiteren Kriegszug mit ʿAlā' ad-Daula (gegen Hamadan), der unverheiratete und kinderlose Avicenna erschöpft an den Folgen seines Darmleidens im Alter von 57 Jahren, vermutlich an der Ruhr oder an Darmkrebs. Angeblich wurde sein Ende durch die übermäßige Gabe eines Medikaments (ein Mithridatikum mit einer Überdosis Opium) durch einen seiner Schüler beschleunigt.
Avicenna wurde an der Stadtmauer von Hamadan in einem kleinen Grabmal beigesetzt, das 1877 erstmals renoviert wurde. Besonders bemüht um die Restaurierung des Monuments hatte sich der kanadische Mediziner und Medizinhistoriker William Osler. Von 1951 bis 1953 wurde ein neues, mit einem 64 Meter hohen Turm versehenes Mausoleum im Zentrum der Stadt fertiggestellt, wohin Avicennas Gebeine überführt wurden.:S, S. 14 f. und 87 f.:S. 40–42 Usbekische Anthropologen rekonstruierten anhand zweier Fotografien des Schädels von Avicenna seinen Kopf in Form einer Büste.:S. 41 Gemäß Kraus sei Avicenna exhumiert worden, nach Isfahan überführt worden und am Tor von „Kûnkanbad“ begraben worden.

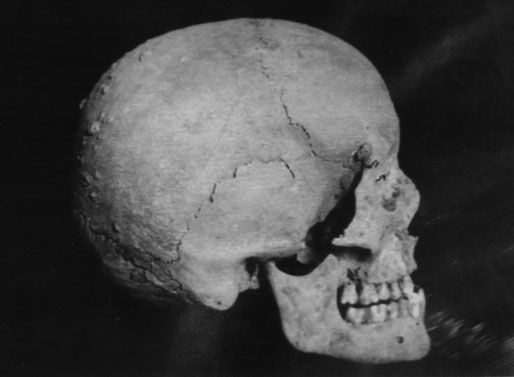
Schädel Avicennas im Mausoleum in Hamadan, 1950
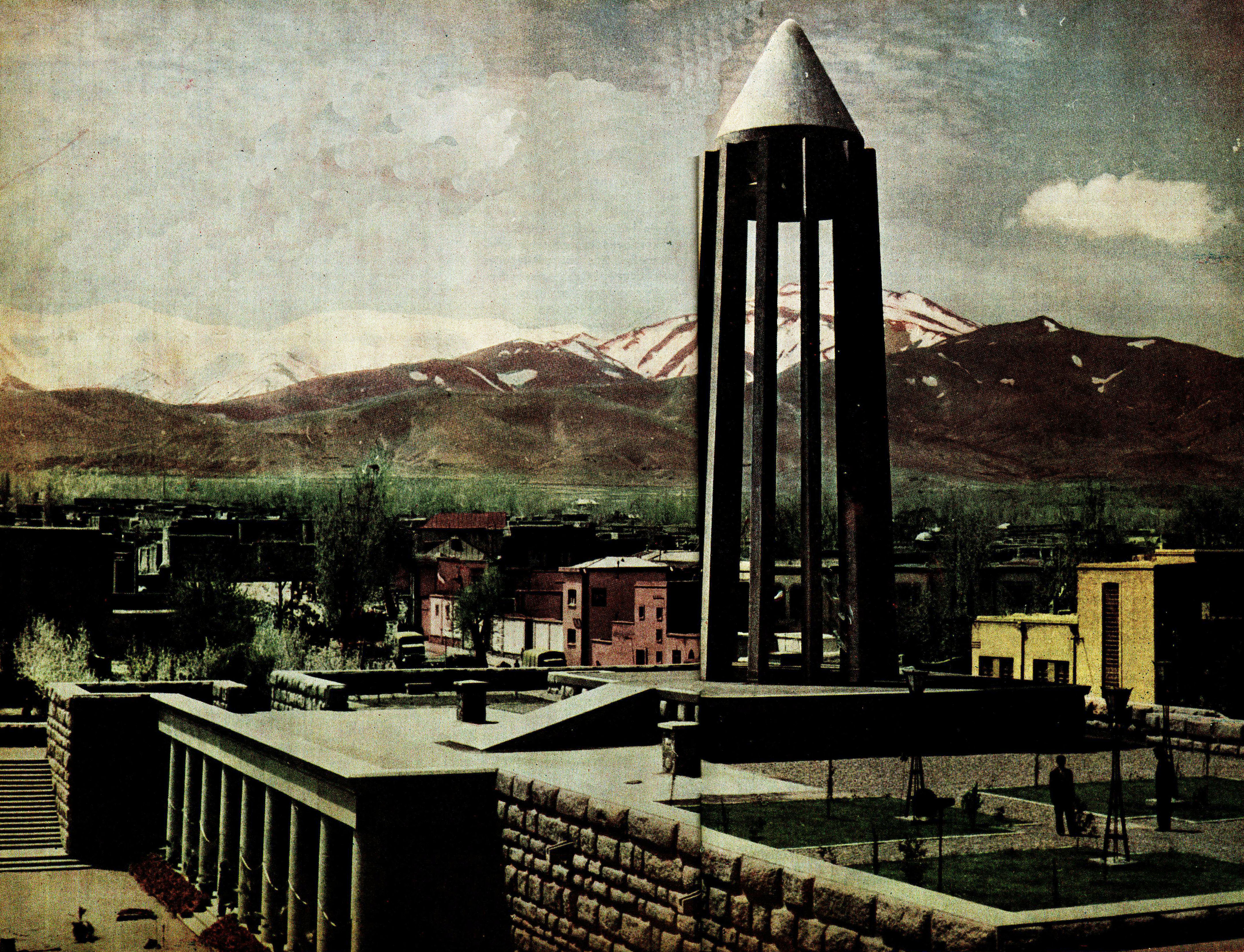
Avicenna-Mausoleum in Hamadan, 1960
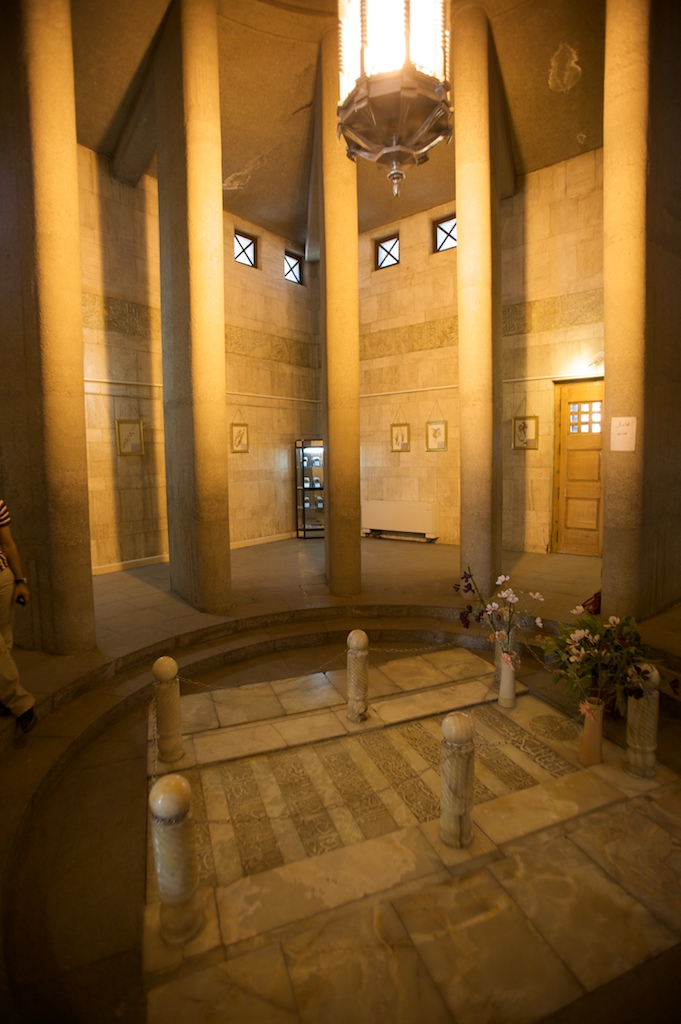
Innenansicht des Avicenna-Mausoleums
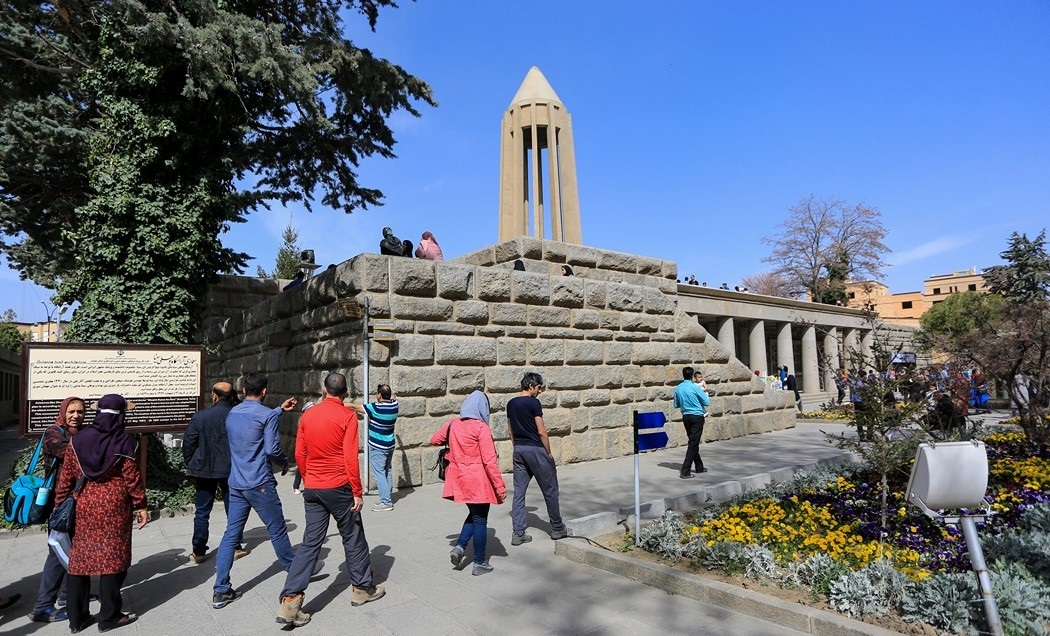
Das Mausoleum im Jahr 2018

## Werke
Schwerpunkte des literarischen Schaffens Avicennas bilden Texte zu Philosophie und Medizin.:S. 17
Von 456 Titeln sind 258 (Stand: 1999) erhalten.:S. 127 Es wird behauptet, dass Avicenna 21 Haupt- und 24 Nebenwerke in Philosophie, Medizin, Theologie, Geometrie, Astronomie und anderen Gebieten vollendet hat. Andere Autoren schreiben Avicenna 99 Bücher zu: 16 über Medizin, 68 über Theologie und Metaphysik, 11 über Astronomie und 4 über das Drama. Die meisten von ihnen wurden in arabischer Sprache verfasst; aber auch in seiner Muttersprache Persisch schrieb er eine große Auswahl philosophischer Lehren, genannt Dāneschnāme-ye ʿAlā'ī, und eine kurze, ʿAlā' ad-Daula Muḥammad von Isfahan gewidmete,:S. 117 Abhandlung über den Puls.
Die unterschiedlichen Angaben dazu hängen zusammen mit der kurz nach Avicennas Tod einsetzenden Überlieferung von Texten unter seinem Namen, die sein Werk zwar im Kern enthalten, aber von Autoren unterschiedlicher Herkunft stammen. Die ursprüngliche Werkeliste in seiner Biografie enthielt etwa 40 Titel, deren Zahl sich mit der Entwicklung des unter seinem Namen tradierten Textkorpus auf über 200 erhöhte.:S. 15 f.
Eine die Grammatik des Arabischen behandelnde Schrift mit dem Titel Die Sprache der Araber blieb ein Entwurf.:S. 18
Zwei unterschiedliche Erzählungen sind unter dem Titel Salaman und Absal und Avicennas Namen überliefert worden. Die eine davon war angeblich von Hunain ibn Ishāq aus dem Griechischen übersetzt worden und der berühmtgewordene Titel wurde später auch für sein gleichnamiges Epos von Dschāmi benutzt. Avicenna verfasste zudem eine allegorische Erzählung mit dem Titel Die Vögel. Auch verschiedene Gedichte werden Avicenna zugeschrieben.:S. 80–82 und 85–88
Etwa 100 Jahre nach Avicennas Tod fanden seine Schriften über lateinische Übersetzungen Eingang in die abendländische Rezeption. Nachweislich zum medizinischen Unterricht eingesetzt wurde Avicenna in Europa ab dem 14. Jahrhundert, nachdem Papst Clemens V. die Universität von Montpellier angewiesen hatte, unter anderem Schriften von Galen und Avicenna zu verwenden. Die ersten gedruckten Übersetzungen entstanden um die Wende vom 15. zum 16. Jahrhundert.:S. 21–27 (Von Zentralasien nach Paris – die Rezeption des Werkes Avicennas)

## Medizin

### Kanon der Medizin

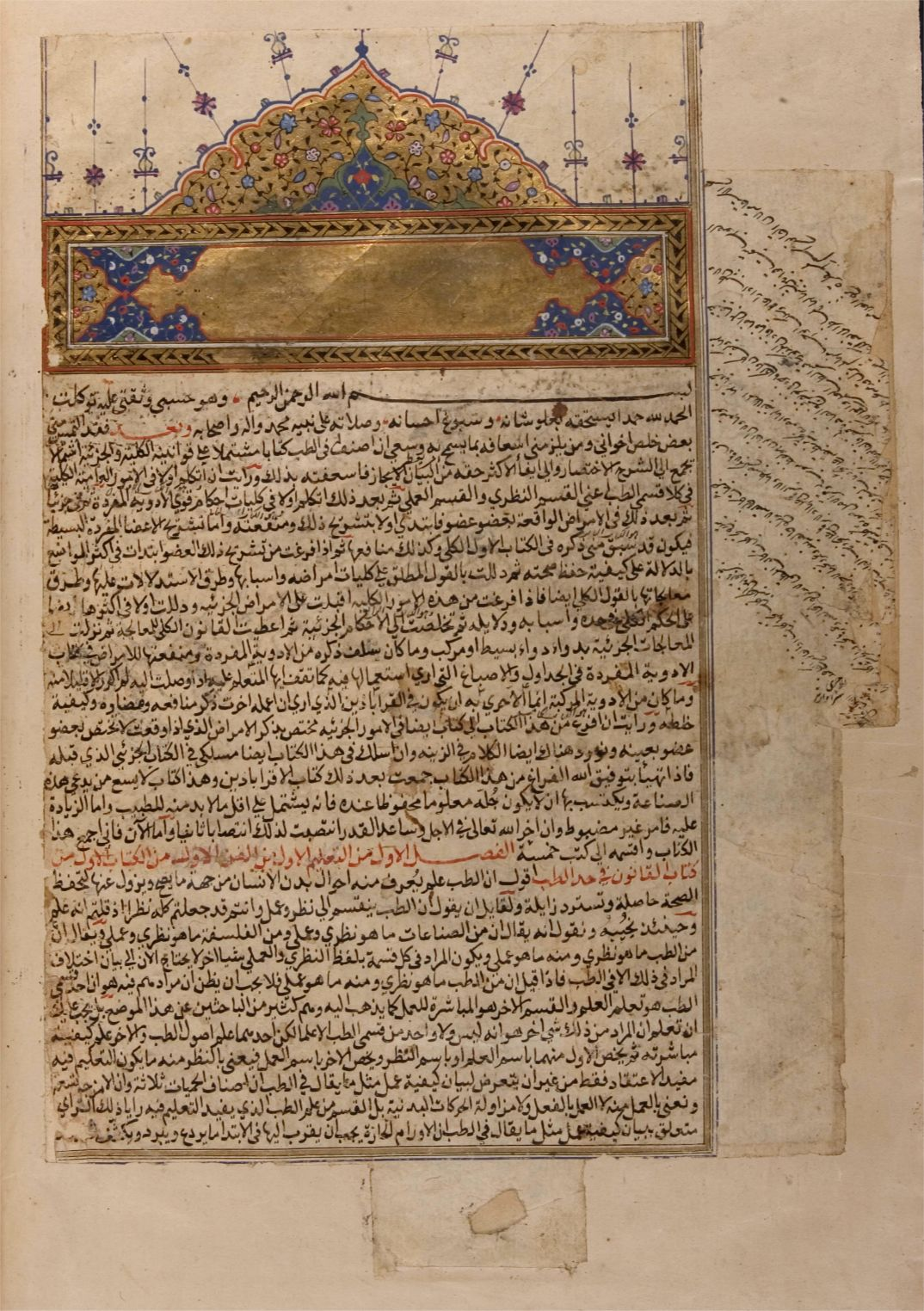
Die erste Seite einer Abschrift des Kanons von 1597 / 98

Der Kanon der Medizin (lateinisch Canon medicinae), arabisch القانون في الطب, DMG al-qānūn fī ’ṭ-ṭibb, ist eines der berühmtesten Werke Avicennas, woraus sich auch sein Beiname al-Qānūni ableitet. Das von Schipperges als eine Summa medicinae bezeichnete und eine an Galen angelehnte Zusammenfassung und Systematisierung des damaligen medizinischen Wissensstandes darstellende:S. 17 und 19–27 Werk ist in fünf Bücher unterteilt:
1. Allgemeine Prinzipien (Theorie der Medizin)
2. Alphabetisch geordnete Arzneimittellehre (Arzneimittel und ihre Wirkungsweise)
3. Krankheiten, die nur spezielle Organe betreffen (Pathologie und Therapie)
4. Krankheiten, die sich im ganzen Körper ausbreiten (Chirurgie und Allgemeinkrankheiten)
5. Zubereitung von Heilmitteln (Antidotarium)

Jedes Buch (arabisch كتاب, DMG kitāb) ist in funūn (arabischer Plural von فنّ, DMG fann ‚Kunst‘) genannte Abschnitte weiter untergliedert, und jeder fann besteht aus Unterweisungen (arabisch تعليم, DMG ta‘līm ‚Lehre‘, lateinisch doctrinae). Jede dieser Doktrinen gliedert sich in Summen (arabisch جُمَل, DMG ğumal, Singular von جملة, DMG ǧumla, lateinisch summae) und diese bestehen aus Kapiteln (arabisch فصول, DMG fuṣūl, Singular von فصل, DMG faṣl).
Im Buch über die allgemeinen Prinzipien der Medizin stellt Avicenna, dessen Morphologie und Physiologie vor allem auf Galen beruhen, fest, dass diese den Säfteverhältnissen der Humoralpathologie:S. 110 f. und dem Kräftepotential des Organismus unterworfen sind, was als physiologische Grundlage für die Entstehung und Symptome von Krankheiten zu verstehen ist. Sowohl im Kanon als auch in anderen seiner medizinischen Werke zeigt Avicenna zudem Ansätze einer Psychosomatik.:S. 120–123.
Im die Medizin systematisch zusammenfassenden Kanon der Medizin wird beispielsweise beschrieben, dass Tuberkulose ansteckend ist und dass Krankheiten von Wasser und Erde übertragen werden können. Er gibt eine wissenschaftliche Diagnose von Ankylostomiasis (Hakenwurmbefall) und beschreibt die Bedingungen des Auftretens von Eingeweidewürmern. Zudem behandelte er die Drakunkulose, eine auch in der Gegend von Buchara vorkommende Parasitose mit Befall durch den Medinawurm.:S. 111–113 und 155 Der Kanon behandelt die Wichtigkeit diätetischer Maßnahmen, den Einfluss des Klimas und der Umwelt auf die Gesundheit und den chirurgischen Gebrauch von peroral zugeführten Anästhetika. Avicenna rät Chirurgen, Krebs in seinen frühesten Stadien zu behandeln und sicherzustellen, dass alles kranke Gewebe entfernt worden ist. Erstmals wird von ihm die Harnfistel, wie sie bei Verletzungen der Harnblase durch die Geburt auftreten kann, beschrieben. Des Weiteren wird die Anatomie des Auges richtig beschrieben, und es werden verschiedene Augenkrankheiten (wie die Katarakt und als körnige Bindehautentzündung das Trachom) beschrieben. Außerdem werden Symptome ansteckender und sexuell übertragbarer Krankheiten genannt sowie auch diejenigen von Diabetes mellitus. Bei einem lebensbedrohlichen Verschluss der Atemwege empfiehlt Avicenna den Luftröhrenschnitt. Das Herz wird als Pumpe aufgefasst, allerdings waren Avicennas Vorstellungen zur Herzanatomie und -physiologie eher auf Aristoteles als auf den diesbezüglich fortschrittlicheren Galen gegründet und gingen noch von antiken Vorstellungen einer „Bewässerung“ des Körpers und noch nicht von einem Blutkreislauf oder (wie bei Galen postuliert) gerichteten Bewegungen des Blutes außerhalb des Herzens aus.:S. 118 f. Auch die chirurgische Behandlung von Mastdarmfisteln, die Reposition ausgerenkter Gelenke und die geburtshilfliche Kindsentwicklung bei abnormen Geburtslagen werden von Avicenna beschrieben.
Die Materia Medica („Medizinisches Material“) des Qānūn enthält 760 Medikamente mit Angaben zu deren Anwendung und Wirksamkeit. Avicenna war der erste, der Regeln aufstellte, wie ein neues Medikament zu prüfen sei, bevor es Patienten verabreicht wird.
Avicenna bemerkte die enge Beziehung zwischen Gefühlen und dem körperlichen Zustand, befasste sich im Sinne der griechischen Humoralpathologie mit der positiven physischen und psychischen Wirkung der Musik auf Patienten und stellte auch Beziehungen der menschlichen Temperamente (deren Beschaffenheit auf dem Mengenverhältnis der Körpersäfte sowie dem bei deren Umwandlung beruhen:S. 121) zu den unterschiedlichen modalen Tonsystemen und tradierten Melodien her, die sich heute noch in den Dastgahha der persischen und Maqamat der arabischen Musik finden. Zu den vielen psychischen Störungen, die er im Qānūn beschreibt, gehört auch die Liebeskrankheit. Wie es in den volkstümlichen anekdotenhaften Vier Abhandlungen des Niẓāmī ʿArūḍī (um 1100 / 1160) heißt, habe Avicenna die Krankheit eines jungen Verwandten des Herrschers von Gorgan diagnostiziert, der bettlägerig war und dessen Leiden die örtlichen Ärzte verwirrte. Avicenna bemerkte ein Flattern im Puls des Jünglings, als er die Adresse und den Namen seiner Geliebten erwähnte. Der große Arzt hatte ein einfaches Heilmittel: Der Kranke sollte mit seiner Geliebten vereint werden. Allerdings war der mit Avicenna die Hochzeit ausrichtende Herrscher Qabus, der den aus Choresm gekommenen Arzt zu sich gerufen hatte, gar nicht mehr am Leben, als Avicenna in Gorgan eingetroffen war. Den Kern dieser Erzählung bildet eine ältere Wanderanekdote um den Arzt Erasistratos, der den Prinzen Antiochos behandelt.:S. 122
Avicenna, der davon ausging, dass zur Zeugung eines Kindes ein Orgasmus auch bei der Frau erforderlich ist, äußert sich im Kanon der Medizin auch zu dazugehörigen Methoden. Eigene, teils polemische gegen Galen formulierte Überlegungen zur Zeugungslehre und Embryologie finden sich ebenfalls in seinem Werk.:S. 119 f.
Vor 1180 entstand, verfasst von Guido von Arezzo dem Jüngeren, ein Liber mitis genannter Purgiertraktat, der die medizinische Avicenna-Rezeption einleitete. Ebenfalls im 12. Jahrhundert (vor 1187) wurde der Kanon von Gerhard von Cremona in Toledo ins Lateinische übersetzt. Das Werk, von dem 1470 im gesamten Abendland 15–30 lateinische Ausgaben existierten, galt bis ins 17. Jahrhundert als wichtiges Lehrbuch der Medizin. 1491 wurde in Neapel eine hebräische Fassung gedruckt, 1593 wurde es als eines der ersten persischen Werke in Rom in arabischer Sprache gedruckt. In der zweiten Hälfte des 16. Jahrhunderts war – vermutlich auch infolge der Konfrontation mit den Türken – zugunsten der Lehren Galens, die („arabische“) Medizin Avicennas in den Lehrplänen rückläufig, kleinere Universitäten wie die in Frankfurt an der Oder, wo Avicenna noch 1588 der Vorzug gegeben wurde, ausgenommen.:S. 156 1650 wurde der Kanon zum letzten Mal an den Universitäten von Löwen und Montpellier benutzt.
An der Universität Wien musste Pius Nikolaus von Garelli (Dr. med. et phil. der Universität Bologna) zur Aufnahme in die medizinische Fakultät noch am 18. Februar 1696 eine feierliche „Repetition“ über einen Abschnitt des Canon des Avicenna mit anschließender Argumentation der Gründe abhalten, die für oder wider die darin enthaltenen Thesen sprechen.

### Liber Primus Naturalium: Natürliche Ursachen von Krankheiten und Missbildungen
Avicenna beschäftigte sich in seinem Werk Liber Primus Naturalium mit der Frage, ob Ereignisse wie Krankheiten oder Missbildungen Zufallsereignisse sind und ob sie natürliche Ursachen haben. Er analysierte dies am Beispiel Polydaktylie. Seine Erkenntnis war: Wenn ein Ereignis selten ist, hat es unabhängig davon eine natürliche Ursache, auch wenn eine solche unnatürlich erscheint. Krankheiten oder Missbildungen werden von Avicenna am Beispiel Polydaktylie unter neuem Vorzeichen gesehen: Sie sind keine übernatürlichen und keine zufälligen Phänomene. Die Erkenntnis, dass solche Phänomene natürlich sind, ist ein fundamentaler Schritt in Richtung einer konsequent naturalistischen Betrachtung medizinischer Phänomene.

### Weitere medizinische Werke
Neben dem Kanon und dem Liber Primus Naturalium gibt es noch 14 weitere medizinische Werke Avicennas, von denen acht in Versen geschrieben sind. Sie enthalten unter anderem die 25 Zeichen der Erkennung von Krankheiten, hygienische Regeln, nachgewiesene Arzneien sowie anatomische Notizen. Unter seinen Prosa-Werken fand die ab etwa 1023 entstandene Abhandlung über Herzmedikamente De medicinis cordialibus (Medikamente für das Herz), die gemeinsam mit dem durch an der venezianischen Botschaft in Damaskus tätigen Arzt Andreas Alpagus bzw. Andrea Alpago von Belluno (1450–1521/1522) neuübersetzten und ergänzten Kanon 1521 und in einer Gesamtausgabe durch dessen Neffen Paulus Alpagus bzw. Paolo Alpago 1527 publiziert wurde,:S. 26 besondere Beachtung. Auch Arnald von Villanova bearbeitete die Medikamente für das Herz.:S. 37, 118, 152 und 155
In einem Lehrgedicht gibt er die Empfehlung zur Mäßigung: „Hüte dich davor, immerzu betrunken zu sein. Und wenn es sich so ergibt, dann einmal im Monat“.:S. 24 (zitiert) Das für Studenten der Medizin zum leichteren Erlernen von Theorie und Praxis konzipierte Lehrgedicht über die Heilkunde (Urğūza fi’ṭ-ṭibb) besteht aus 1326 Versen und behandelt die mit dem Messer, mit Medikamenten und diätetischen Maßnahmen durchzuführende ärztliche Praxis. Mit diesen einfachen Versen fasste er knapp die ganze Medizin zusammen. Jeder Vers (رجز, raǧaz) besteht aus einer Doppelzeile. Die Verbreitung von Avicennas Lehrgedicht zeigt sich zum einen in der Kommentierung durch Averroes in Andalusien und zum anderen in der Veröffentlichung als mit Cantica Avicennae betitelter Anhang zu lateinischen Ausgaben des Kanon der Medizin.:S. 116 und 118.
Des Weiteren bearbeitete Avicenna den Grabesbrief (die aus dem 5. Jahrhundert stammende pseudohippokratische, sogenannte Elfenbeinkapsel, lateinisch Capsula eburnea, aus dem angeblichen Grab des Hippokrates) poetisch – ebenfalls als raǧaz-Gedicht. Es handelt sich um 25, ähnlich den hippokratischen Aphorismen formulierten, in einer „Büchse aus Elfenbein“ aufbewahrten, den nahen Tod prognostizierende Symptomkombinationen.:S. 116 f.
Dem im Jahr 1034 Isfahan plündernden Sultan Masud von Ghazna (al-Masʿūd) hatte Avicenna in den 1030er Jahren einen noch erhaltenen, aber (1999) noch nicht edierten Traktat zur sexuellen Potenz gewidmet.:S. 18:S. 39 und 117

## Naturwissenschaft
Avicenna beschäftigte sich auch mit Naturwissenschaften. Den Neigungen oder Anweisungen von ʿAlā' ad-Daula Muhammad (seines Gönners in Isfahan ab 1024) folgend, schrieb er über Ergebnisse seiner Beobachtung der Gestirne und fügte diesen antike astronomische Tabellen hinzu.:S. 18:S. 98 f. In der Astronomie arbeitete er seinem Schüler al-Dschuzdschani zufolge an Ptolemäus’ Sternenmodell und vermutete, dass die Venus der Erde näher stehe als die Sonne. Die Astrologie seiner Zeit kritisierte er, unter anderem weil ihre Brauchbarkeit nicht empirisch bzw. durch Berechnungen:S. 99 f. nachweisbar und sie mit der islamischen Theologie unvereinbar sei. Avicenna zitierte einige Passagen aus dem Koran, um dieses Urteil religiös zu untermauern.
Für die Tochter von Qabus (s. o.) soll er eine neue Methode der Längengradbestimmung entwickelt haben. Er entwickelte zudem eine dem späteren Jakobsstab ähnliche Visiervorrichtung.:S. 32, 106 f. und 157
Er beschrieb die Wasserdampfdestillation zur Erzeugung von Ölen bzw. öligen Auszügen. Andererseits stand er der Alchemie relativ skeptisch gegenüber.:S. 104 f. So glaubte er nicht an einen Stein der Weisen. Alchemistisch erzeugtes Gold sei, wie er in seinem Kitab asch-Schifa schrieb, nur eine Imitation und er bestritt die Gleichheit natürlicher und künstlicher Stoffe. Sie war in den frühen Übersetzungen oft den Meteorologica von Aristoteles beigefügt, da die Herausgeber sie für aristotelisch hielten, und übte einen beträchtlichen Einfluss auf die alchemistische Literatur aus als Gegenpol, gegenüber dem man sich rechtfertigte. Einige der ihm später zugeschriebenen alchemistischen Schriften sind spätere Unterschiebungen (wie De anima in arte alkemia), beeinflussten aber z. B. den englischen Franziskaner Roger Bacon (um 1214 – 1292).
In der Geologie gab er zwei Ursachen für die Entstehung von Bergen an: „Entweder entstehen sie durch das Aufbäumen von Erdschichten, wie es bei schweren Erdbeben geschieht, oder sie sind die Folge von Wasser, das neue Wege suchte und Täler herausgewaschen hat, wo weichere Gesteinsschichten zu finden sind […] Dies muss jedoch eine große Zeit in Anspruch nehmen, in der die Berge selbst geringer werden könnten.“
Auch in der Physik war Avicenna vielfältig tätig; so verwendete er Thermometer, um die Temperatur bei seinen Experimenten zu messen, und stellte eine Theorie über Bewegung auf. Darin befasste er sich mit der Kraft und der Bahnneigung eines Geschosses und zeigte, dass ein Geschoss sich in einem Vakuum ewig fortbewegt. In der Optik argumentierte er, dass die Lichtgeschwindigkeit endlich sei, und gab eine Beschreibung des Regenbogens (im Anschluss an Avicenna entwickelte Dietrich von Freiberg seine Theorie des doppelten Regenbogens:S. 148).
Eine Schrift mit dem Titel Richtmaß der Vernunft, das die fünf heronischen Grundformen behandelt, wird Avicenna zugeschrieben.:S. 100 f. (Mechanik)

## Philosophie
Avicenna beschäftigte sich ausgiebig mit philosophischen Fragen, sowohl mit Metaphysik als auch mit Logik und Ethik. Bereits in Buchara verfasste er in Folge seiner Beschäftigung mit Aristoteles erste philosophische Schriften.:S, S. 17 Seine Kommentare zu Werken des Aristoteles enthielten konstruktive Kritik an dessen Auffassungen und schufen Voraussetzungen für eine neue Aristoteles-Diskussion. Avicennas philosophische Lehren werden sowohl von westlichen als auch von muslimischen Forschern als weiterhin aktuell eingeschätzt.

### Werke

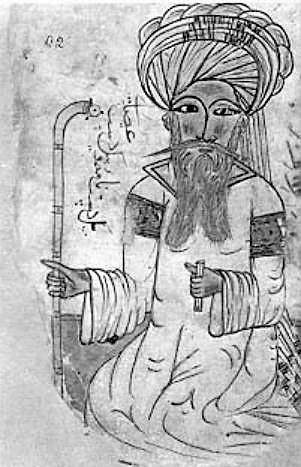
Avicenna, Handschrift von 1271

Avicenna schrieb seine frühesten Arbeiten in Buchara unter dem Einfluss von al-Farabi. Das erste, ein Kompendium über die Seele (arabisch مقالة فى النفس, DMG Maqāla fī'n-nafs), ist eine kurze Abhandlung, die er seinem 997 gestorbenen Emir bzw. den samanidischen Herrschern widmete und in der er sich mit neuplatonischem Gedankengut beschäftigte. Das zweite ist die Philosophie für den Prosodisten (arabisch الحكمة العروضية, DMG al-Ḥikma al-‘arūḍiyya), in der er sich mit der Metaphysik des Aristoteles auseinandersetzt.
Während seiner Wanderjahre (beginnend als Wesir unter Schams ad-Daula und später in seinem Unterschlupf bei einem Gewürzkramer in Hamadan:S. 34–36) verfasste Avicenna weitere philosophische Werke. Als sein philosophisches Hauptwerk:S. 94–96, 98 und öfter gilt das Buch der Heilung:S. 17 f. (arabisch كتاب الشفاء, DMG Kitāb aš-šifā’), eine achtzehnbändige wissenschaftliche Enzyklopädie. Es handelt sich dabei hauptsächlich um „die Heilung der Seele von Irrtum“ und zeigt auch Wege zur Genesung von den „Krankheiten des Zweifels und der Verzweiflung“ auf. Das von Avicennas Schüler al-Dschuzdschani endredigierte und mit einem Vorwort versehene Werk wurde auch als Buch der Genesung bezeichnet, enthält aber noch keine medizinischen Artikel. Das Buch der Heilung besteht aus vier größeren Traktaten: Der erste befasst sich mit der Logik und ist gegliedert in acht Teile mit einer Einleitung und logischen, dialektischen, rhetorischen und poetologischen Ausführungen. Der zweite befasst sich vor allem mit Physik und anderen Naturwissenschaften (Botanik, Zoologie, Geologie, Mineralogie, Geographie und Geodäsie), der dritte mit Mathematik (Geometrie, Astronomie, Arithmetik und Musik), der vierte Traktat mit der Metaphysik.:S. 17 f. Der dritte Traktat enthält eine zusammenfassende Darstellung der Elemente des Euklid unter Einbezug späterer griechischer Mathematiker, eine verkürzte Almagest-Bearbeitung sowie einen Abschnitt über Arithmetik und Musik.:S. 97 f., 102–107 und 158 Seine musiktheoretischen Ausführungen behandeln unter anderem die mathematische Erfassung der Intervalle, aber auch die Wirkung der verschiedenen Modi (siehe oben) auf den Menschen. Wie seinem diesbezüglichen Vorgänger al-Farabi diente auch Avicenna hierzu die Laute. Zu Avicennas Schülern auf dem Gebiet der Musiktheorie gehört Abu Mansur al-Ḥusain ibn Zaila († 1067), der Verfasser des die damalige Musikpraxis darstellenden Buches Das Genügende in der Musik (Kitāb al-kāfī fi ʼl-mūsīqī).:S. 102 f., 128 f.
Avicennas Werk wurde sowohl von hellenistischen Denkern wie Aristoteles und Claudius Ptolemäus als auch von arabischsprachigen muslimischen Geistes- und Naturwissenschaftlern wie al-Farabi und al-Bīrūnī beeinflusst. Das Werk, insbesondere die Metaphysik Avicennas, stieß allerdings nicht überall in der islamischen Welt auf ungeteilte Zustimmung und es wurde, wie der Philosoph Ernst Bloch schreibt, immer wieder auch als ketzerisch verfolgt: „Avicennas philosophische Enzyklopädie wurde 1150 auf Befehl des Kalifen von Bagdad verbrannt; auch später wurde jedes erreichbare Exemplar vernichtet, vom Urtext gibt es nur Bruchstücke“. Im 12. Jahrhundert entstand an der Übersetzerschule von Toledo in Kastilien auch eine lateinische (Teil-)Übersetzung des Werkes, nämlich der Naturkunde (Assepha bzw. Sufficientia oder Liber sufficientiae, deutsch: Das Genügende) durch Abraham ibn Daud und Dominicus Gundisalvi. Die von Gundisalvi übriggelassenen Teile des Buches übersetzte Adelard von Bath.:S. 145 Im Jahr 1215 wurde das Lesen des metaphysischen Teils des Buches durch einen Erlass des Robert von Courson in Paris verboten.:S, S. 5 und 21
Avicennas zweites Werk war das von ihm in persischer Sprache verfasste Buch des Wissens für ʿAlā' ad-Daula (persisch دانشنامهٔ علائى, DMG Dānešnāme-ye ʿAlāʾī, mit vollem Namen auch ʿAlā' ad-Daula Abū Dschaʿfar Muhammad ibn Rustam Duschmanziyār), in dem er seinem kakuyidischen Gönner in Isfahan eine Zusammenfassung seiner Philosophie auf der Grundlage des Buchs der Heilung bietet. Ein Teil dieser Arbeit erschien 1490 in Pavia.
Eine im Vergleich zum Buch der Genesung kleinere arabische Enzyklopädie stellt seine Schrift Kitāb an-Nadschāt („Buch der Rettung“) dar, welche in die Themengebiete Logik, Physik und Metaphysik gegliedert ist. Avicennas Schüler, Biograf und Redakteur al-Dschuzdschani, der sich selber mit Astronomie und Mathematik beschäftigte, trug seinem Interesse entsprechende Teile in Anlehnung an das Buch der Genesung zum Buch der Rettung bei.:S. 95 und 127
Ein weiteres Werk, ein in Isfahan verfasster ausführlicher Kommentar zu Aristoteles, ist Das Urteil bzw. Buch des ausgewogenen Urteils (arabisch کتاب الانصاف, DMG Kitāb al-inṣāf), das sich von den anderen Arbeiten durch seine Radikalität und seine Vermischung von aristotelischem Gedankengut und Neuplatonismus unterscheidet. Somit löste sich Avicenna damit von den antiken Autoritäten und stellte den Ansichten Aristoteles’ seine eigenen Überlegungen gegenüber. Das 1034 durch die Truppen des Sultans Masud von Ghazna bei der Plünderung Isfahans (und des Quartiers von Avicenna) erbeutete Buch und 1151 in der Palastbibliothek von Ghazna, vermutlich mit weiteren Schriften, einem Brand zum Opfer gefallene Buch ist nur fragmentarisch in einer Parallelüberlieferung erhalten. Bei den erhaltenen Teilen handelt es sich um einen Abschnitt zu Buch Lambda der aristotelischen Metaphysik sowie um einen Kommentar zur auch im Buch des ausgewogenen Urteils kommentierten Theologia Aristotelis Plotins.:S. 17 f. Im Buch des ausgewogenen Urteils untersuchte Avicenna die unterschiedliche Behandlung philosophischer Fragestellungen durch die „Westlichen“ und „Östlichen“.:S. 89 f.
Sein letztes größeres Werk ist seine Schrift Die östliche Philosophie, auch Die Östlichen genannt (arabisch الحكمة المشرقية, DMG al-Ḥikma al-mašriqiyya), die er in den späten 1020ern schrieb. Die Schrift ist im inhaltlichen Aufbau an das Buch der Heilung angelehnt, ging aber über die Ansichten der gewöhnlichen aristotelischen Schule der Peripatetiker hinaus; ähnlich wie das Buch des ausgewogenen Urteils unterschied sie sich im Denkansatz von Aristoteles und den griechischen und arabischen Kommentatoren:S. 39 und 89. Sie enthielt einen Überblick über Logik, eine Abhandlung über Metaphysik und Ausführungen zu Physik und Ethik. Das Werk ist weitgehend verloren, erhalten ist seine Einleitung und fragmentarisch der Abschnitt über die Logik.:S. 18:S. 89–94 (Der Aufbruch nach dem „Osten“)
Avicenna verfasste außerdem noch das kurze Buch der Ratschläge und Erinnerungen oder Hinweise und Ermahnungen (arabisch كتاب الاشارات و التنبيهات, DMG Kitāb al-išārāt wa't-tanbīhāt), ein bedeutendes Werk, das sein Denken über eine Vielzahl von logischen und metaphysischen Themen vorstellt.:S. 93 f.
Zu seinen politischen und ökonomischen Schriften zählt der Traktat Über die Leitung (des privaten Haushalts), der unter anderem die Knabenerziehung behandelt und die Unterordnung der Ehefrau sowie die Notwendigkeit der Sklavenhaltung begründet.:S. 107 f.

### Metaphysik
Die frühe islamische Philosophie, die sich noch eng am Koran orientierte, unterschied klarer als Aristoteles zwischen Wesen und Existenz. Avicenna entwickelte eine umfassende metaphysische Weltbeschreibung, indem er neuplatonisches Gedankengut mit aristotelischen Lehren verband. Das Verhältnis von Stoff und Form verstand er so, dass im Stoff (materia) die Möglichkeiten der Formen (essentiae) bereits enthalten sind. Gott sei notwendig an sich, alles andere Sein notwendig durch anderes; siehe auch das Absolute und Kontingenz. „Gott ist das einzige Sein, bei dem Essenz (Wesen) und Existenz (Dasein) nicht zu trennen sind und das daher notwendig an sich ist.“ Alles andere Sein sei bedingt notwendig und lasse sich in Ewiges und Vergängliches unterteilen. Gott schuf durch seine geistige Tätigkeit die Welt. Der Intellekt des Menschen habe die Aufgabe, den Menschen zu erleuchten.
Avicenna über Aristoteles:

„Wie du übrigens wissen solltest, hat Aristoteles mit seiner Behauptung, daß die Welt keinen Anfang habe, keineswegs gemeint, daß sie keinen Schöpfer habe, vielmehr möchte er ihren Schöpfer davon freisprechen, jemals untätig gewesen zu sein.“

In der Frage der Ideen oder Allgemeinbegriffe vertrat Avicenna die auf Platon aufbauende These, dass diese ante rem (also vor der Erschaffung der Welt) bereits im Verstand Gottes, in re effektiv in der Natur und post rem auch in der menschlichen Erkenntnis zu finden seien. Mit dieser Unterscheidung zwischen ante rem, in re und post rem wurde Avicenna für den abendländischen Universalienstreit von großer Bedeutung. Avicenna bestritt Gottes Interesse an Einzelereignissen sowie eine Erschaffung der Welt in der Zeit. In Berufung auf den Koran lehnte er auch die Idee einer vorgeburtlichen Existenz der menschlichen Seele ab, führte aber mit philosophischen Argumenten die Unsterblichkeit der menschlichen Seele, begriffen als vom Körper unabhängige Substanz (siehe: Fliegender Mann), ein. Diese Auslegung wurde bereits zu Lebzeiten von seinen orthodoxen Gegnern kritisiert, weil sich nach dieser Auffassung eine unendliche Menge menschlicher Seelen ansammeln müsse.
An der Metaphysik und der Seelenlehre Avicennas zeigte von seinen Schülern besonders der aserbaidschanische Zoroastrier Bahmanyār ibn Marzubān (gestorben 1066) Interesse. Auch Avendauth, der eine Schrift Avicennas über die Seele übersetzt hat, beruht in seiner Philosophie auf Avicenna.:S. 128 und 143 f.
Drei lateinische Fassungen der Metaphysik wurden 1493, 1495 und 1546 in Venedig gedruckt.

### Logik
Bereits in der von al-Dschuzdschani notieren Autobiografie Avicennas ist ein Kleines Kompendium der Logik erwähnt, das in den ersten Band von Avicennas Buch der Heilung Eingang fand.:S. 15 In seinem philosophischen Hauptwerk Buch der Genesung nimmt die Logik mehr als ein Drittel des Umfangs ein (eine Bearbeitung dieses Werkteils nahm der im letzten Viertel des 13. Jahrhunderts gestorbene Astronom Nağmaddīn ʿAlī ʿUmar al-Qazwīnī al-Kātibī vor).:S. 96 f. und 134.
Avicenna widmete sich der Logik sowohl in islamischer Philosophie als auch in der Medizin mit großer Hingabe und entwickelte sogar ein eigenes logisches System, das auch als „Avicennische Logik“ bezeichnet wird. So war Avicenna wohl einer der ersten, die es wagten, Aristoteles zu kritisieren und von ihm unabhängige, sich stoischen Lehrsätzen annähernde Abhandlungen zu verfassen. Besondere Kritik erhielt die Schule von Bagdad von ihm, da sie sich zu sehr auf Aristoteles begründete. Eine grundlegende Rolle in Avicennas Logik dürfte das philosophische Werk Galens Über den Beweis gespielt haben.:S. 96 f.
Avicenna untersuchte die Theorien von Definition und Klassifikation sowie die Quantifikation von Prädikaten und kategorische logische Aussagen. Den Syllogismen, insbesondere den logischen Schlüssen, bestehend aus zwei Prämissen und einer Konklusion (Beispiel: Alle Menschen sind sterblich. Sokrates ist ein Mensch. Daher ist Sokrates sterblich.), gab er Veränderungsformen wie „immer“, „meistens“ oder „manchmal“ bei. In der Frage der Induktion bzw. Deduktion war Avicenna gewissermaßen gespalten. Während er in der Philosophie sich auf die Deduktion verließ, d. h. von einem allgemein gültigen Satz auf Spezialformen schloss (z. B. Alle Menschen sind sterblich – daher ist auch Sokrates sterblich), wendete er in der Medizin als einer der ersten die Methode der Induktion an.

## Theologie
Avicenna hatte in Buchara einen Großteil seiner Ausbildung für den Koran und die islamische Religion verwendet. Es heißt, er habe bereits mit 10 Jahren den Koran beherrscht. Er war bis zu seinem Tod ein gläubiger Faqīh und nahm auch das islamische fünfmalige tägliche Gebet ernst. Er verfasste fünf Abhandlungen über verschiedene Suren, die generell voll Respekt sind. Nur seine philosophischen Tätigkeiten brachten ihn manchmal in Konflikt mit der islamischen Orthodoxie: Ausgehend von der Seelenlehre des Aristoteles differenzierte er die drei Seelenvermögen weiter aus und ordnete sie der Weltseele unter. Damit widersprach er zentralen Glaubensinhalten, was ihm die Feindschaft sunnitischer Theologen einbrachte. Wie die christlichen Scholastiker nach ihm versuchte Avicenna, die griechische Philosophie mit seiner Religion, die Vernunft mit dem Glauben zu verbinden; siehe auch Fides et ratio. So benutzte er philosophische Lehren, um die islamischen Glaubenssätze wissenschaftlich zu unterlegen. In seiner Schrift Über die Bestätigung des Prophetentums geht er nicht auf alle Fragen der islamischen Prophetenlehre ein.:S. 76–78 Obwohl er sowohl Religion als auch Philosophie als zwei notwendige Teile der ganzen Wahrheit auffasste, argumentierte er, dass die islamischen Propheten mehr Bedeutung als die antiken Philosophen haben sollten.
Ein zentrales Problem seiner Theologie ist die Theodizee, die Frage nach der Existenz des Bösen in der ursprünglich von einem gütigen und allmächtigen Gott geschaffenen Welt. Da Gott ewig ist, der Mensch jedoch nur eine begrenzte Lebenszeit zur Verfügung hat, ist die sittliche Verantwortung des Menschen eine große Verantwortung, in der seine Würde liegt.

## Die lateinische Tradition

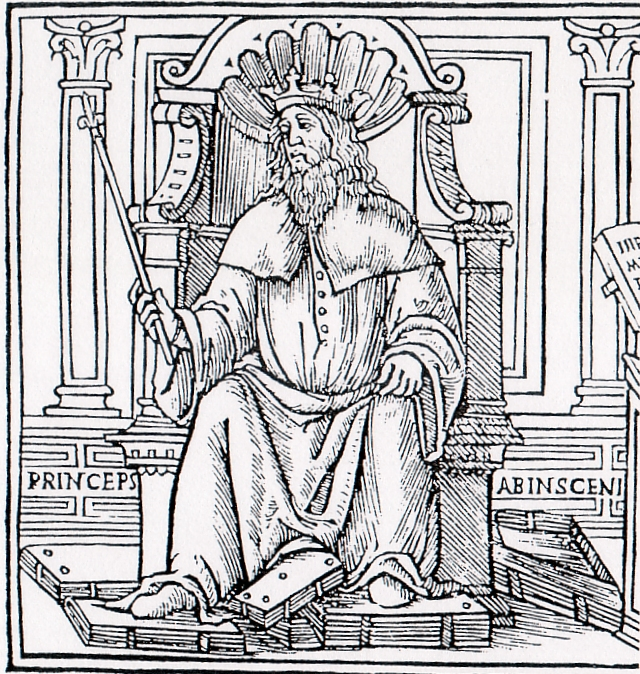
Avicenna als Princeps Abinsceni mit Krone und Szepter, Holzschnitt einer Ausgabe des Canon aus Venedig, 1520

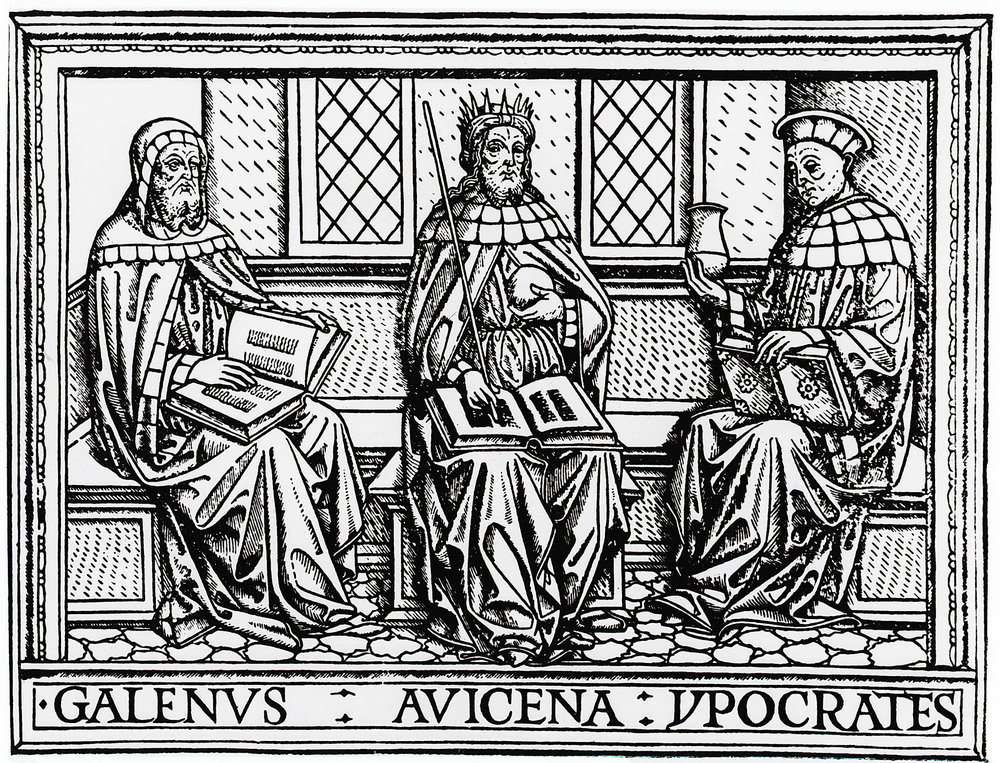
Avicenna als gekrönter Ärzte-Fürst zwischen Galenos und Hippokrates, Titelblatt einer lateinischen Kanon-Ausgabe, Pavia um 1512

Der Kanon wurde um die Mitte des 12. Jahrhunderts von Gerhard von Cremona in Toledo ins Lateinische übersetzt. Indem Gerhard den Namenszusatz und ursprünglich seiner Regierungsfunktion entsprechende Ehrentitel aš-šaiḫ ar-raʾīs (auch rajīs und al-raïs), („oberster Scheich“, „seine Eminenz, der Minister“, „der Ehrwürdige“, „der Erhabene“, „der Fürst“):S. 127  mit princeps („Fürst“) und im Explicit des Kanons mit rex („König“) übersetzte, trug er zu der besonders in Italien seit dem 14. Jahrhundert verbreiteten Legende bei, dass Avicenna ein „Fürst von Córdoba“ oder von Sevilla gewesen sei. Daher erscheint Avicenna in bildlichen Darstellungen oft mit Krone und Zepter und wurde auch in der islamischen Welt oft als „fürstlicher Meister“ (türkisch Scheikü'r-Reis) dargestellt. Im Abendland wurde er auch lateinisch als princeps medicorum bezeichnet.
Zu Beginn des 14. Jahrhunderts übertrug Armengaud Blasius in Montpellier ein medizinisches Vershandbuch Avicennas in lateinische Prosa. Blasius’ Onkel, Arnald von Villanova (Dozent an der Universität Montpellier und päpstlicher Leibarzt) übersetzte 1306 den von Avicenna verfassten psychiatrischen Traktat De viribus cordis.:S. 24
Etwas früher noch:S. 21 als Gerhards Kanon-Übersetzung entstand in der Übersetzerschule von Toledo eine dem Erzbischof Johannes von Toledo (1151–1166) gewidmete Übersetzung des Kitāb asch-Schifā, die zunächst durch den jüdischen Philosophen Abraham ibn Daud bzw. Avendauth (Avendarith israelita philosophus) aus dem Arabischen ins Spanische und dann durch Dominicus Gundisalvi aus dem Spanischen ins Lateinische übertragen wurde. Aus dieser Übersetzung hat besonders das sechste Buch über die Seele unter dem Titel Liber sextus naturalium die philosophischen Debatten der Scholastik seit der zweiten Hälfte des 13. Jahrhunderts nachhaltig geprägt. Eine selbständige Übersetzung speziell des achten Buches über die Tiere wurde in der Zeit nach 1220 von Michael Scotus in Italien angefertigt und Friedrich II. gewidmet: ein in Melfi entstandenes, kaiserlich autorisiertes Exemplar ist im Kolophon auf den 9. August 1232 datiert.
Avicennas Kompendium Dāneschnāme-ye ʿAlā’ī wurde zwar nicht direkt ins Lateinische übersetzt, wurde jedoch indirekt einflussreich für die lateinische Tradition, nämlich dank der Verwendung durch al-Ghazālī als Vorlage für dessen Schrift Maqāṣid al-falāsifa (Die Absichten der Philosophen, 1094), in der dieser seinem Angriff auf die Lehren Avicenna, al-Farābīs und anderer „Philosophen“ (Tahāfut al-falāsifa, Die Inkohärenz der Philosophen, 1095, lat. Destructio philosophorum) zunächst eine Darstellung von Grundbegriffen der Logik, Metaphysik, Theologie und Physik aus den Lehren dieser Philosophen vorhergeschickt hatte. Maqāṣid al-falāsifa wurde bereits in der ersten Hälfte des 12. Jahrhunderts in Toledo ins Lateinische übersetzt, wohl von Dominicus Gundisalvi, und kursierte dann in einer der Handschriften unter dem Titel Liber Algazelis de summa theoricae philosophiae. Die lateinischen Leser kannten die Abhängigkeit von Avicennas Dāneschnāme-ye ʿAlā’ī nicht, sondern hielten das Buch für eine Darlegung genuiner Lehre al-Ghazālīs, was dann dazu führte, dass der letztere auch von solchen Autoren besondere Wertschätzung erfuhr, die mit der von ihm bekämpften Traditionslinie sympathisierten.
Avicenna unrichtig zugeschrieben wurde eine unter dem Titel Liber Avicennae in primis et secundis substantiis et de fluxu entis oder auch De intelligentiis verbreitete, platonisierende Schrift des 12. Jahrhunderts, die unter anderem aus Pseudo-Dionysius Areopagita, Augustinus und Avicenna schöpft und jedenfalls von einem christlichen lateinischen Autor stammt, wahrscheinlich von Dominicus Gundisalvi. Avicenna zugeschrieben wurde ferner auch ein Liber de causis primis et secundis, der in der Nachfolge des pseudo-aristotelischen Liber de causis steht und ebenfalls im 12. Jahrhundert in Toledo entstand.
In der lateinischen Scholastik wurde Avicenna zu dem – nach Averroes – angesehensten Vertreter der islamischen Philosophie und Vermittler der aristotelischen Philosophie und Naturkunde. Seine Werke wurden nicht nur an den Artistenfakultäten und von Theologen wie Thomas von Aquin (etwa in De ente et essentia, deutsch: Über das Sein und das Wesen):S. 147 und Johannes Duns Scotus, sondern seit dem ausgehenden 13. Jahrhundert auch und besonders an den medizinischen Fakultäten, und dort dann sowohl unter medizinischen wie auch philosophischen Fragestellungen rezipiert, wobei besonders Montpellier in Frankreich und Bologna in Italien eine Schlüsselrolle spielten. In Montpellier gehörte der Kanon seit 1309 (und bis 1557) zum medizinischen Pflichtprogramm. In Bologna wurde die Rezeption maßgeblich von Taddeo Alderotti († 1295), Professor seit 1260, initiiert, dessen Schüler Dino del Garbo die Ansätze in Bologna, Siena, Padua und Florenz weiterführte. Dinos Schüler Gentile da Foligno wiederum, der vornehmlich in Siena und Perugia wirkte, verfasste den ersten annähernd vollständigen lateinischen Kommentar des Kanon, ein Unterrichtswerk, das dann bis ins 16. Jahrhundert große Wirkung entfaltete. Einige humanistisch orientierte Gelehrte des 15. und 16. Jahrhunderts (etwa Lorenzo Lorenzano) verfolgten die Absicht, die Lehren Avicennas, wie die des „arabistischen Galen“, aus ihrer dominierenden Stellung an den Universitäten zu verdrängen.
Neue lateinische Übersetzungen des Kanon und weiterer, bis dahin zum Teil unübersetzter Schriften Avicennas fertigte Andrea Alpago († 1521 oder 1522) aus Belluno an. Alpago war rund dreißig Jahre lang als Arzt an der venezianischen Gesandtschaft in Damaskus tätig und studierte dort arabische Handschriften der Werke von Avicenna und Averroes und ihrer arabischen Kommentatoren. Seine Bearbeitung des Kanon, die 1527 erstmals bei Thomas Junta im Druck erschien, entstand als kritische Revision und Glossierung der etablierten Übersetzung von Gerhard von Cremona. Sie wurde seit der Erstausgabe in mehr als 30 Neuauflagen und Neuausgaben gedruckt, etwa 1556 in der umfangreichen Ausgabe des venezianischen Arztes Benedict Rinius. Der Kanon blieb bis ins 17. Jahrhundert eines der Hauptwerke der medizinischen Wissenschaft.

## Sonstige Rezeption

### Dante
Dante Alighieri (1265–1321), der bereits im Gastmahl Avicenna zu Wort kommen ließ, versetzt in seiner (von Avicennas oben erwähntem Werk Ḥayy ibn Yaqẓān bzw. der hebräischen Version Chaj ben Mekitz nicht unabhängigen:S. 138 und 149) Göttlichen Komödie (Inferno 4,143) Avicenna zusammen mit seinen beiden muslimischen Glaubensbrüdern Averroes und Saladin in das „edle Schloss“ (nobile castello) im Limbus der Hölle, wo ansonsten nur Personen der vorchristlichen heidnischen Antike, insbesondere Philosophen und Dichter der griechischen und römischen Welt, angesiedelt sind: er teilt dort mit ihnen das Schicksal, durch eine tugendhafte Lebensführung zwar der ewigen Verdammnis entgangen zu sein, da er sonst in einem der tieferen Kreise der eigentlichen Hölle zu strafen wäre, zugleich aber mangels Teilhabe am Sakrament der Taufe von der Erlösung ins Paradiso ausgeschlossen zu sein und deshalb einen Zustand ohne Strafe, aber in ewiger Gottesferne, erleiden zu müssen. Dass er und seine beiden Glaubensbrüder im Unterschied zu ihren heidnischen Leidensgenossen der vorchristlichen Zeit die christliche Lehre bereits kannten und sich zur Taufe hätten entscheiden können, ihr Beharren in einem anderen Glauben folglich auf eigener Wahl beruhte und sie trotzdem nicht mit ihren übrigen Glaubensbrüdern zur Strafe in einem tiefer gelegenen Kreis der Hölle verdammt sind, bringt die besondere Wertschätzung zum Ausdruck, die Dante ihnen entgegenbrachte.

### Büsten, Statuen und Porträts

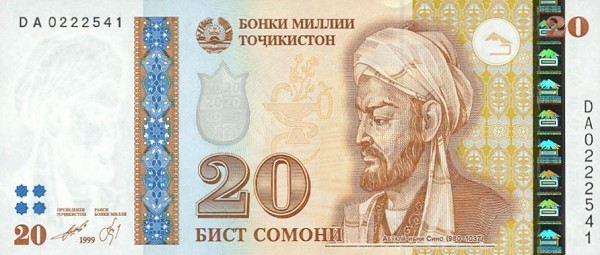
Porträt Avicennas auf dem 20-Somoni-Geldschein

Phantasieporträts Avicennas befinden sich unter anderem in der Halle der medizinischen Fakultät der Sorbonne, auf dem tadschikischen 20-Somoni-Geldschein und im Mailänder Dom in einem Kirchenfenster, gestiftet 1479:S. 152 von der Apothekerzunft Mailands, sowie in Wien.
Weiters befinden sich Statuen Avicennas im tadschikischen Duschanbe und an seinem Geburtsort in Afschana bei Buchara im heutigen Usbekistan.
Usbekische Anthropologen hatten anhand zweier Fotografien des Schädels von Avicenna (siehe oben) seinen Kopf in Form einer Büste rekonstruiert.

### Belletristik
Bereits Niẓāmī ʿArūḍī, ein persischer Dichter aus Samarkand, verherrlichte im 12. Jahrhundert in anekdotenhaften Geschichten die medizinischen Fähigkeiten Avicennas. Legendäre Erzählungen ranken sich in der Volksliteratur um den berühmten Arzt, dem auch magische Kräfte angedichtet wurden, und Inhalte von Avicennas Kanon werden sogar in den Märchen aus Tausendundeiner Nacht (so in der 134. und der die Erzählung von Sklavin Tawaddud enthaltenden 449. Nacht) erwähnt. In einem türkischen Volksroman werden wundersame Abenteuer, die Avicenna mit einem angeblichen Zwillingsbruder Abu l-Ḥāriṯ erlebt, geschildert.:S. 122–125 In den englischen Canterbury Tales aus dem 14. Jahrhundert gehört „Avicen“ ebenso zur Standardliteratur für Ärzte wie der „Galien“.:S. 152 Der tatarische Pädagoge und Schriftsteller Kajum Nasyri (1824–1904) überlieferte in russischer Übersetzung eine volkstümliche türkische Erzählung über Avicenna. Auch in der Moderne wird Avicenna in der Belletristik rezipiert. So studiert in Noah Gordons Bestseller Der Medicus der Protagonist des Romans bei Avicenna Medizin. Im historischen Roman Die Straße nach Isfahan von Gilbert Sinoué ist Avicenna die Hauptfigur; geschildert wird sein gesamter Lebensweg.

### Avicenna-Studienwerk
Seit Beginn des Wintersemesters 2014 / 2015 fördert das Avicenna-Studienwerk muslimische Studenten mit einem staatlichen Stipendium. Es ist damit das 13. Begabtenförderungswerk in Deutschland und unter diesen, neben dem katholischen Cusanuswerk, dem Evangelischen Studienwerk Villigst und dem jüdischen Ernst Ludwig Ehrlich Studienwerk, das vierte konfessionell geprägte.

### Avicenna-Preis
Im Jahr 2005 wurde in Deutschland der Avicenna-Preis-Verein von Personen aus Wissenschaft, Politik und Gesellschaft unter der Initiative von Yaşar Bilgin, dem Vorsitzenden der Türkisch-Deutschen Gesundheitsstiftung, gegründet. Der Preis sollte Initiativen von Personen oder Institutionen zur interkulturellen Verständigung auszeichnen. Erstmals wurde der Preis im Jahr 2009 an die UN-Initiative Allianz der Zivilisationen, engl. Alliance of Civilizations (AoC), verliehen. Im Jahr 2012 ging er an die iranische Rechtsanwältin, Menschenrechtsaktivistin und Friedensnobelpreisträgerin aus dem Jahr 2003 Shirin Ebadi und wurde in der Frankfurter Paulskirche verliehen.

### Dedikationsnamen
Carl von Linné benannte ihm zu Ehren die Gattung Avicennia aus der Pflanzenfamilie der Akanthusgewächse (Acanthaceae). Auch die Avicenna Bay in der Antarktis trägt seinen Namen.
Der Mondkrater Avicenna und der Asteroid des äußeren Hauptgürtels (2755) Avicenna sind ebenfalls nach Avicenna benannt.

## Ausgaben und Übersetzungen
lateinisch (Renaissance)
- Liber canonis Avicennae revisus et ab omni errore mendaque purgatus summaque cum diligentia Impressus. (beruhend auf der Übersetzung durch Gerhard von Cremona) Venedig (Paganinus de Paganinis aus Brixen), Venedig 1507, als Anhang (Blatt 561 ff.) Avicennas Cantica; Neudruck: Olms, Hildesheim 1964.
- Avicennae Medicorum Arabum Principis Liber Canonis. Im Anhang: Libellus Avicennae de medicinis cordialibus, Cantica Avicennae, Libellus Avicennae de removendis nocumentis, quae accidunt in regimine sanitatis, Tractatus de syropo acetoso, compilatus ab Avicenna und Andreae Bellunensis arabicorum nominum latina interpretation. Basel (gedruckt bei Johannes Herwagen ) 1556; Neudruck: Teheran 1976 (die erstmals 1544 in Venedig gedruckte zweite Auflage der 1527 von Andreas Alpagus Belluniensis (Andrea Alpago aus Belluno) überarbeiteten und von Benedict Rinius erläuterten Fassung der mittelalterlichen Übersetzung von Gerhard von Cremona).
- Libri in re medica omnes qui hactenus ad nos parvenere. V. Valgrisium, Venedig 1564.
- Avicennae Liber Canonis. Translatus a Gerardo Cremonensi in Toledo ab arabice in latinum. Venedig 1597.

lateinisch (modern)
- Avicenna Latinus. Louvain / Leiden 1968 ff. (kritische Gesamtausgabe):
  - Simone Van Riet (Hrsg.): Liber de anima seu sextus de naturalibus. 2 Bände, 1968–1972.
  - Simone Van Riet (Hrsg.): Liber de philosophia prima sive scientia divina. 3 Bände, 1977–1983, ISBN 2-8017-0084-3, ISBN 2-8017-0156-4, ISBN 2-8017-0211-0.
  - Liber primus naturalium, tractatus primus: De causis et principiis naturalium. Hrsg. Simone Van Riet, 1992, ISBN 90-6831-453-X.
  - Simone Van Riet (Hrsg.), Jules Janssens, André Allard: Liber primus naturalium, tractatus secundus: De motu et de consimilibus. 2006, ISBN 2-8031-0231-5.
  - Simone Van Riet (Hrsg.): Liber tertius naturalium: De generatione et corruptione. 1987, ISBN 90-6831-096-8.
  - Simone Van Riet (Hrsg.): Liber quartus naturalium: De actionibus et passionibus qualitatum primarum. 1989, ISBN 90-6831-246-4.
  - Marie-Thérèse d’Alverny (Hrsg.): Codices. 1994, ISBN 2-8031-0124-6 (Beschreibung der lateinischen Handschriften).

deutsch
- Samuel Landauer: Beitrag zur Psychologie des Ibn Sinâ. Einleitung, Text und Übersetzung mit Commentar (Abschnitt I–III). Dissertation München 1872
  - Die Psychologie des Ibn Sînâ. In: Zeitschrift der Deutschen Morgenländischen Gesellschaft. Band 29, 1876, S. 335–418; Nachdruck in: Fuat Sezgin (Hrsg.): Studies on Ibn Sīnā (d. 1037) and his medical works. 4 Bände. Frankfurt am Main 1996 (= Publications of the Institute for the History of Arabic-Islamic Science. Hrsg. von Fuat Sezgin, Band 10–13: Islamic Medicine.) Band 1, S. 65–148. – Edition und Übersetzung der seinem Emir gewidmeten Schrift Avicennas.
- Max Horton: Das Buch von der Genesung der Seele. Eine philosophische Enzyklopädie Avicennas. Übersetzt und erläutert. Bonn 1906; Nachdruck Minerva, Frankfurt am Main 1960.
- A. Fidora, A. Niederberger: Von Bagdad nach Toledo – Das Buch der Ursachen und seine Rezeption im Mittelalter / Lateinisch-deutscher Text, Kommentar und Wirkungsgeschichte des Liber de causis. Mit einem Geleitwort von Matthias Lutz-Bachmann. Dieterich’sche Verlagsbuchhandlung, Mainz 2001.
- Jens Ole Schmitt: Avicenna: Grundlagen der Metaphysik. Eine Auswahl aus den Büchern I-V der Metaphysik. Arabisch – Lateinisch – Deutsch (= Herders Bibliothek der Philosophie des Mittelalters. Band 32). Herder, Freiburg u. a. 2016, ISBN 978-3-451-34045-1.[95]
- Paul Kraus: Eine arabische Biographie Avicennas. In: Klinische Wochenschrift. Band 11, 1932, S. 1880–1884 (Deutsche Übersetzung von Avicennas Autobiographie und ihrer Fortsetzung durch al-Dschuzdschani). Auch in: Medizinisches Journal. Band 1, 1966, S. 261–274, und Fuat Sezgin (Hrsg.) Studies on Ibn Sīnā (d. 1037) and his medical works. 4 Bände. Frankfurt am Main 1996 (= Publications of the Institute for the History of Arabic-Islamic Science. Band 10–13). Band 3, S. 185–197. Übersetzung auf Grundlage arabischer Ausgaben von 1882 (Kairo) und 1903 (Leipzig).
- Konrad Goehl Die Vita Avicennae des Sorsanus oder Al-Dschusadschani, lateinisch und deutsch. In: Konrad Goehl, Johannes Gottfried Mayer (Hrsg.): Editionen und Studien zur lateinischen und deutschen Fachprosa des Mittelalters. Festgabe für Gundolf Keil zum 65. Geburtstag. Königshausen & Neumann, Würzburg 2000 (= Texte und Wissen. Band 3), ISBN 3-8260-1851-6, S. 317–338.
- Julius Hirschberg, Julius Lippert (Übers.): Die Augenheilkunde des Ibn Sina. Leipzig 1902; Nachdruck in: Fuat Sezgin (Hrsg.): Studies on Ibn Sīnā (d. 1037) and his medical works. 4 Bände. Frankfurt am Main 1996 (= Publications of the Institute for the History of Arabic-Islamic Science. Hrsg. von Fuat Sezgin, Band 10–13: Islamic Medicine.) Band 2, S. 161–354.
- K. Opitz (Übers.): Das Lehrgedicht über die Heilkunde. In: Quellen und Studien zur Geschichte der Naturwissenschaften und der Medizin. Band 7, 1940, S. 304–374; Nachdruck in: Fuat Sezgin (Hrsg.): Studies on Ibn Sīnā (d. 1037) and his medical works. 4 Bände. Frankfurt am Main 1996 (= Publications of the Institute for the History of Arabic-Islamic Science. Hrsg. von Fuat Sezgin, Band 10–13: Islamic Medicine.) Band 4, S. 196–266.
- Rüdiger Arnzen (Übers.): Brief an die Gelehrten Bagdads. In: Rüdiger Arnzen: Platonische Ideen in der arabischen Philosophie: Texte und Materialien zur Begriffsgeschichte von suwar aflatuniyya und muthul aflatuniyya. De Gruyter, Berlin 2011.
- Renate Würsch: Avicennas Bearbeitungen der aristotelischen Rhetorik: ein Beitrag zum Fortleben antiken Bildungsgutes in der islamischen Welt. K. Schwarz, Berlin 1991.
- Leo Jules Vandewiele: De ‚Liber magistri Avicenne‘ en de ‚Herbarijs‘. Middelnederlandse handschriften uit de XIVe eeuw (Ms. 15264–15641 Kon. Bi. Brussel). 2 Bände. Brüssel 1965 (= Verhandelingen van de Koninklijke Vlaamse academie voor wetenschappen, letteren en schone kunsten van België. Klasse der wetenschappen. XXVII, 83).[96]

arabisch
- Kitäb al-Qänün fi’ṭ-ṭibb. Rom 1593 (der „Kanon der Medizin“, im Anhang das „Buch der Rettung“ Kitāb an-Nadschât).
- Avicenna: Grundlagen der Metaphysik. Eine Auswahl aus den Büchern I-V der Metaphysik. Arabisch – Lateinisch – Deutsch (= Herders Bibliothek der Philosophie des Mittelalters. Band 32) Übersetzt von Jens Ole Schmitt. Herder, Freiburg u. a. 2016, ISBN 978-3-451-34045-1.[95]
- Livre des definitions. Übersetzt von Amélie-Marie Goichon, Kairo 1963 (kritische Ausgabe des arabischen Textes und Übersetzung).
- Lettre au vizir Abû Sa’d. Übersetzt von Yahya Michot, Beirut 2000, ISBN 2-84161-150-7 (arabischer Text und Übersetzung).
- Réfutation de l’astrologie. Übersetzt von Yahya Michot, Beirut 2006, ISBN 2-84161-304-6 (kritische Ausgabe des arabischen Textes und Übersetzung).
- Henri Jahier, Abdelkader Noureddine (Hrsg. und Übers.): Avicenne, Poème de la médecine. Cantica Avicennae. /Urguza fi 't-tibb. (trad. lat. du 13. siècle avec introd.) Les Belles Lettres, Paris 1956 (arabisch und französisch).
- Avicenna: The Physics of „The Healing“. A Parallel English-Arabic Text in Two Volumes. Brigham Young University Islamic Translation Series, hrsg. und Übers. von Jon McGinnis, 2 Bände. Brigham Young University Press, Provo UT 2010.
- R. Kuhne Brabant: La „Urŷūza laṭīfa fi qaḍāyā Ibuqrāt al-jams wa-l-ʿišrīn“ de Avicena. In: Homenaje al Prof. Darío Cabanelas Rodríges, O.F.M., con motivo de su LXX aniversario. Granada 1987, Band 2, S. 343–366 (Die poetische Bearbeitung der pseudohippokratischen Elfenbeinkapsel).

französisch
- Livre des definitions. übers. von Amélie-Marie Goichon, Kairo 1963 (kritische Ausgabe des arabischen Textes und Übersetzung).
- Livre des directives et remarques. übers. von Amélie-Marie Goichon, Beirut / Paris 1951.
- La métaphysique du Shifā’. übers. von Georges C. Anawati, 2 Bände, Librairie philosophique J. Vrin, Paris 1978–1985, ISBN 2-7116-0041-6.
- Lettre au vizir Abû Sa’d. übers. von Yahya Michot, Beirut 2000, ISBN 2-84161-150-7 (arabischer Text und Übersetzung).
- Réfutation de l’astrologie. übers. von Yahya Michot, Beirut 2006, ISBN 2-84161-304-6 (kritische Ausgabe des arabischen Textes und Übersetzung).
- Le livre de science. übers. von Muhammad Achena, Henri Massé, Paris 1955.
- Henri Jahier, Abdelkader Noureddine (Hrsg. und Übers.): Avicenne, Poème de la médecine. Cantica Avicennae. Urguza fi 't-tibb. Les Belles Lettres, Paris 1956 (arabisch und französisch).

italienisch
- Libro della Guarigione, Le Cose Divine di Avicenna (Ibn Sīnā). A cura di Amos Bertolacci (eine annotierte italienische Übersetzung von Ilāhiyyāt of Avicenna’s Kitāb al-Šifāʾ, mit Einleitung, Korrekturen des arabischen Texts und Indices). Hard-cover edition: Collezione “Classici della Filosofia”, UTET (Unione Tipografico-Editrice Torinese), Turin 2007. Paperback edition, Collezione “Classici del Pensiero” 53, UTET Libreria, Turin 2008. Amos Bertolacci erstellt derzeit eine neue Edition des arabischen Textes: http://www.avicennaproject.eu/
- Metafisica. La „scienza delle cose divine“ (Al-ilāhiyyāt) dal „Libro della Guarigione“. Übersetzt von Olga Lizzini. Vorwort von Pasquale Porro. Bompiani, Mailand 2002 (2. Auflage: 2006).

englisch
- O. Cameron Gruner: A Treatise of Canon of Medicine of Avicenna. London 1930.
- Remarks and Admonitions. Part One: Logic. Übers. von Shams Constantine Inati, Toronto 1984, ISBN 0-88844-277-7.
- Avicenna’s Treatise on Logic. Part one of 'Danesh-Name Alai' (A Concise Philosophical Encyclopaedia) and autobiography. Hrsg. und übers. aus dem persischen Original von Farhang Zabeeh, ’s-Gravenhage 1971.
- Avicenna’s Commentary on the Poetics of Aristotle. Übers. von Ismail M. Dahiyat, Leiden 1974, ISBN 90-04-03962-7 (Übersetzung und Kommentar).
- William E. Gohlman: The Life of Ibn Sina. A critical edition and annotated translation (= Studies in Islamic Philosophy and Science). Übersetzt aus dem Arabischen. Albany NY 1974, ISBN 0-87395-226-X (Autobiographie, nach Avicennas Tod von einem Schüler ergänzt).
- Avicenna: The Physics of „The Healing“. A Parallel English-Arabic Text in Two Volumes. Brigham Young University Islamic Translation Series, hrsg. und Übers. von Jon McGinnis, 2 Bände. Brigham Young University Press, Provo UT 2010.
- Avicenna: The Metaphysics of the Healing. Übersetzt von Michael E. Marmura. Brigham Young University Press, Provo 2006 (= Islamic Translation Series).

## Digitalisate
- Libri quinque canonis medicinae: Erstdruck des arabischen Textes, Rom: Typographia Medicea, 1593 (Saab Medical Library, American University of Beirut, abgerufen am 6. September 2015)
- De anima (= Liber sextus naturalium): Pavia: Antonius de Carcano, 1486 (Google Books, abgerufen am 24. Februar 2009)
- De animalibus: Frühdruck (mit dem Kommentar Avicennas zur 1230 entstandenen lateinischen Übersetzung der Historia animalium des Aristoteles[1]:S. 21) von Michael Scotus, Venedig: Johannes et Gregorius de Gregorio, um 1500 (Google Books, abgerufen am 6. April 2010)
- Übersetzung von Liber V in: Joseph Sontheimer: Zusammengesetzte Heilmittel der Araber: Nach dem fünften Buch des Canons von Ebn Sina. Herder, 1845. (Digitalisat, Google Books, abgerufen am 11. April 2021)
- Opera medica et anathomica. 1442 (Latein, gov.pt – 5 Bände (1442-1452)).
- Franciscus de Macerata, Antonius Fracantianus (Hrsg.): Metaphysica. Venedig 1495 (Latein, gov.pt).
- Gerardus Cremonensis, Arnoldus de Villa Nova (Hrsg.): Canon: De Viribus cordis. Johann Herbort, Padua 1479 (Latein, gov.pt).